# Fanny Bullock Workman
Fanny Bullock Workman (ur. 8 stycznia 1859 w Worcester (Massachusetts), zm. 22 stycznia 1925 w Cannes) – amerykańska podróżniczka, alpinistka, kartografka i badaczka, głównie Karakorum, autorka licznych książek podróżniczych, od 30. roku życia zamieszkała w Europie. Jedna z pierwszych trzech kobiet do 1939, które były aktywne w górach najwyższych, do niej też przez 28 lat należał rekord wysokości osiągniętej przez kobietę w górach. Zaangażowana zwolenniczka równouprawnienia i prawa wyborczego dla kobiet.

## Życiorys
Urodzona w zamożnej rodzinie na Wschodnim Wybrzeżu, uczyła się w pensji dla dziewcząt w Nowym Jorku i dopełniła edukacji we Francji i w Niemczech. Małżeństwo z doktorem medycyny Williamem Hunterem Workmanem umocniło jej uprzywilejowaną pozycję społeczną. Ze sportem górskim zapoznała się w Górach Białych (New Hampshire). W 1889 małżonkowie Workman przenieśli się na stałe do Europy, zamieszkując w Dreźnie. Mieli dwójkę dzieci, których wychowanie powierzyli szkołom i opiekunom. Od początku pobytu w Europie oddali się pasji podróżowania, polegając na własnych, sporych środkach finansowych. Po pierwszych wycieczkach rowerowych po Szwajcarii, Francji i Włoszech podjęli w połowie lat 90. XIX w. dłuższe wyprawy rowerowe po Algierii i Hiszpanii. Od końca 1897 przez 29 miesięcy podróżowali, głównie na rowerach, po Indiach, pokonując tysiące kilometrów przeważnie w bardzo trudnych warunkach. Lato 1898 spędzili w Kaszmirze, gdzie odbyli swoją pierwszą wyprawę wysokogórską na przełęcz Karakoram Pass (5540 m), a jesień w Sikkimie, gdzie próbowali zorganizować ekspedycję w rejon Kanczendzongi. W ciągu następnych 14 lat siedmiokrotnie udawali się na wielomiesięczne pobyty w Karakorum, by eksplorować niezbadane lub mało znane rejony. Wchodząc na Pinnacle Peak (6930 m) w masywie Nun-Kun, Fanny Bullock Workman ustanowiła ówczesny rekord wysokości osiągniętej przez kobietę w górach. Za najbardziej owocne uchodzą ich dwie ostatnie wyprawy w 1911 i 1912 na lodowce Masherbrum i Siachen. W 1917 Fanny Bullock Workman zapadła na zdrowiu i zmarła w wieku 66 lat w Cannes. Jej prochy spoczęły na cmentarzu w rodzinnym Worcester.
Pierwsze eskapady rowerowe Workmanowie podjęli dla przyjemności i opisali w dwóch bogato ilustrowanych książkach, dobrze przyjętych przez czytelników. Późniejsze wyprawy, podejmowane przeważnie z jej inicjatywy, miały cele jednoznacznie badawcze i sportowe. Dwa lata spędzone na podróżowaniu po Indiach, Cejlonie i Azji Płd.-Wsch. poświęcone były dokumentowaniu poprzez fotografie i opisy dawnej architektury subkontynentu indyjskiego. Dalsze ekspedycje w różne rejony Kaszmiru służyły renonesanowi, kartografowaniu i zbieraniu informacji z zakresu glacjologii, meteorologii i fizjologii. Zdobytą wiedzą dzielili się, publikując po każdej wyprawie obszerną relację książkową i wygłaszając prelekcje w wielu miastach europejskich. Sporządzane przez nich mapy nie zawsze spotykały się z uznaniem autorytatywnego w tamtym okresie Królewskiego Towarzystwa Geograficznego w Londynie, niemniej jednak doceniano wkład Workmanów w rozwój wiedzy na temat geomorfologii i klimatu Karakorum. Kontrowersje budził także ich stosunek do rodzimych mieszkańców rejonów, które odwiedzali. Jako autorka i prelegentka Fanny Bullock Workman była zdecydowanie aktywniejsza od męża. Była pierwszą Amerykanką, która wystąpiła z prelekcją na Sorbonie i drugą, wygłaszającą prelekcję w Królewskim Towarzystwie Geograficznym. W 1913 przyjęto ją w poczet jego członków. Otrzymała członkostwo także od innych europejskich towarzystw naukowych, geograficznych i klubów alpinistycznych.
Swoją życiową postawą wpisywała się w anglosaski koncept New Woman – wyemancypowaną i niezależną, realizującą własne cele życiowe, negującą patriarchalny porządek społeczny. Wykazała, że kobieta jest w stanie i potrafi wspinać się na duże wysokości równie dobrze jak mężczyzna, przyczyniając się tym samym do przełamania bariery płci w alpinizmie. Uważała się tym samym za modelową przedstawicielkę ruchu na rzecz równouprawnienia kobiet. Była zdeklarowaną zwolenniczką przyznania kobietom prawa do udziału w wyborach. W treść swoich tekstów wplatała opowieści o sytuacji kobiet w krajach i regionach, które odwiedzała. Współcześnie uważano ją i Annie Smith Peck, zdobywczynię Huascarán w Andach, za najbardziej znane i najlepsze alpinistki swoich czasów.

## Dzieciństwo i młodość

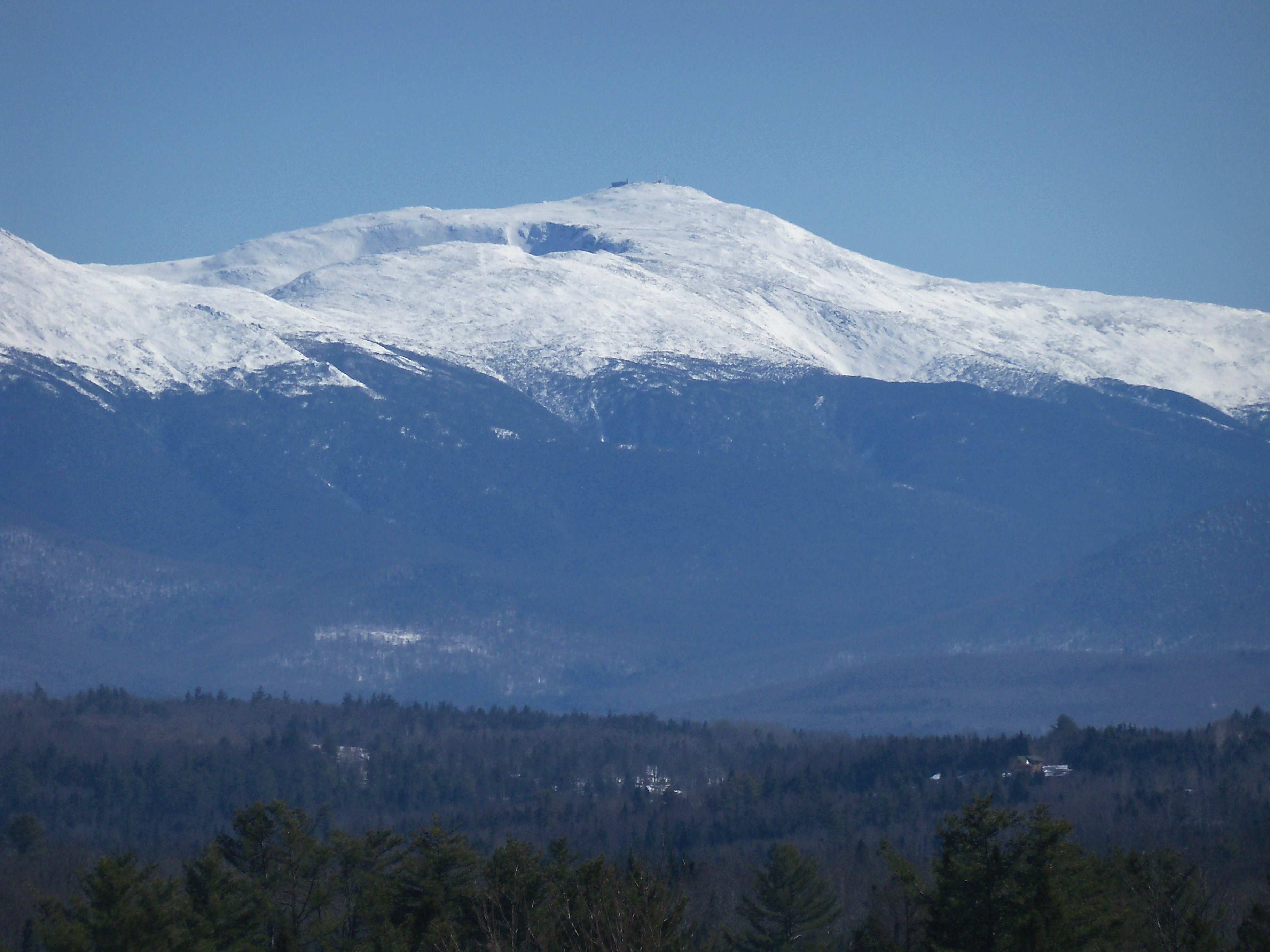
Fanny zaczęła chodzić po górach w masywie Góry Waszyngtona (New Hampshire)

Urodziła się 8 stycznia 1859 roku w Worcester w stanie Massachusetts w zamożnej i uprzywilejowanej rodzinie, wywodzącej swych przodków od Pielgrzymów. Była najmłodszą z trójki dzieci Elviry Hazard i Alexandra H. Bullocka, biznesmena i byłego republikańskiego gubernatora stanu Massachusetts. Otrzymała wykształcenie zgodne z wymogami pozycji swoich rodziców: najpierw pod okiem guwernantek, potem na pensji dla dziewcząt (Miss Graham’s Finishing School) w Nowym Jorku. Edukację, szczególnie naukę języków, dopełniły pobyty w Paryżu i w Dreźnie. Z tamtego okresu zachowało się kilka jej opowiadań, większość nieopublikowana, w których dawała wyraz swojemu upodobaniu do przygód. Bohaterką jednego z nich (A Vacation Episode) jest piękna angielska arystokratka, pełna pogardy dla społeczeństwa, która ucieka do Grindelwaldu, zostaje znakomitą alpinistką i poślubia Amerykanina. Ta opowieść zawiera wiele elementów z życia samej Fanny: żądzę podróżowania, miłość do gór i zaangażowanie na rzecz praw kobiet. W 1886, już jako mężatka, opublikowała w „New York Magazine” pozytywnie zrecenzowane opowiadanie, którego akcja, tocząca się podczas pierwszej wojny indyjskiej, dotyczy „pojmania i uratowania białej dziewczyny”. 

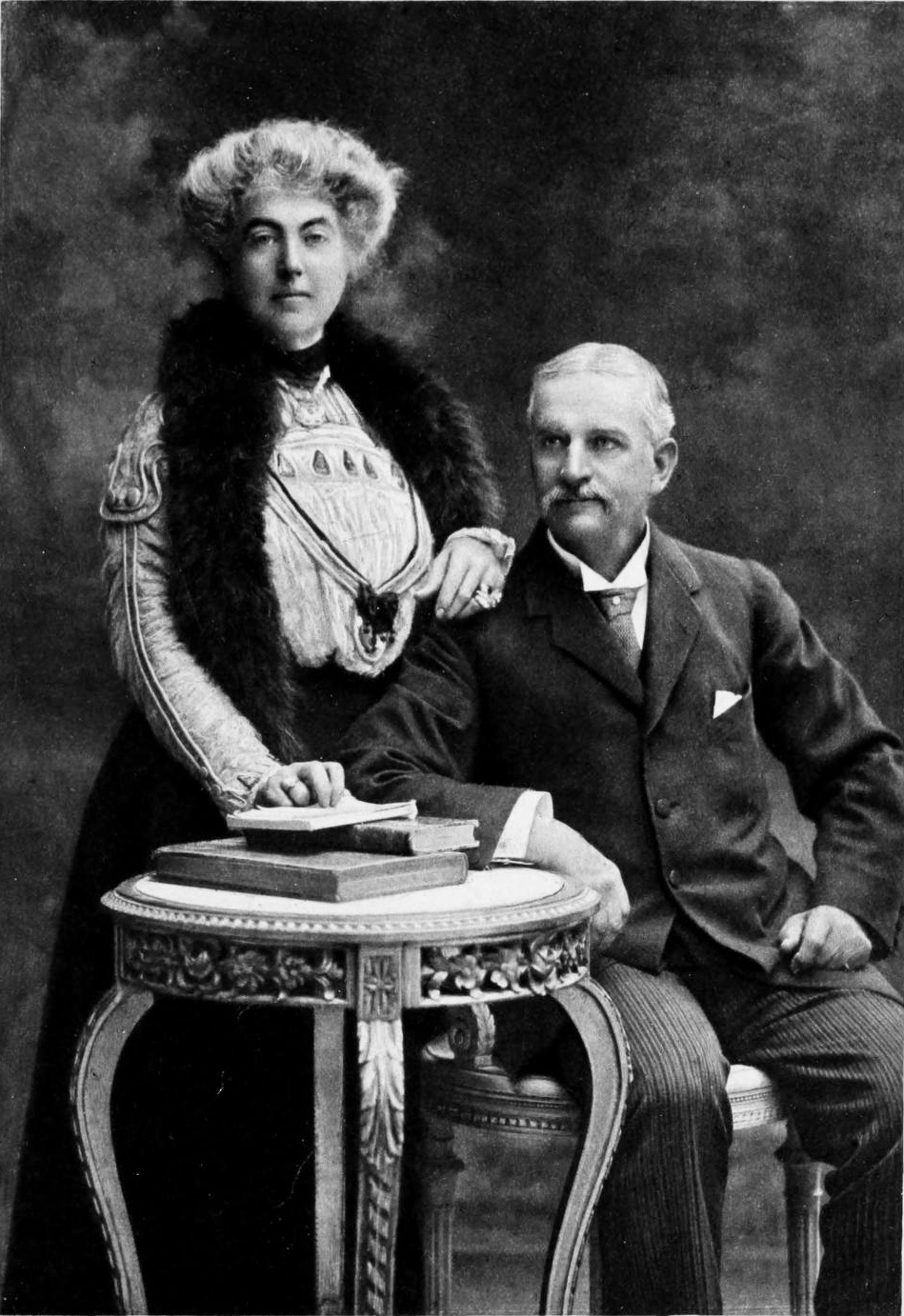
Fanny Bullock i William Hunter Workman ok. 1910

W 1879 wróciła do Stanów Zjednoczonych i 16 czerwca 1882 poślubiła, starszego o 12 lat, Williama Huntera Workmana. On także pochodził z zamożnej rodziny, studiował na uniwersytecie Yale i w Harvardzie, gdzie zdobył wykształcenie medyczne. W chwili zawierania małżeństwa był lekarzem o ugruntowanej pozycji. W 1884 urodziła im się córka Rachel. Dzięki Williamowi poznała wspinaczkę górską. Rokrocznie spędzali lato w Białych Górach w stanie New Hampshire, gdzie kilkakrotnie weszła na szczyt Góry Waszyngtona (1918 m). Podczas tamtych wypraw górskich miała okazję rozwijać umiejętności wspinaczkowe wspólnie z innymi kobietami, ponieważ amerykańskie kluby alpinistyczne, w przeciwieństwie do europejskich, dopuszczały członkostwo kobiet i zachęcały je do uprawiania tego sportu. Tym samym włączano się w promowanie wizji nowej amerykańskiej kobiety – New Woman, która miała czuć się na swoim miejscu zarówno w domu, jak i uprawiając sport. Fanny Bullock Workman dokładnie odpowiadała temu modelowi nowej kobiecości. Jenny Ernie-Steighner w artykule na temat dynamiki płci w alpinizmie (Delightful Escapes, 2009) stwierdza, że doświadczenia zebrane w amerykańskich, egalitarnych (pod względem płci, nie w sensie społecznym czy rasowym) kręgach wspinaczkowych ukształtowały relację Fanny Bullock Workman do kwestii równouprawnienia płci. Konsekwencją tej jej postawy, nadal obcej mentalności europejskiej, było późniejsze zaangażowanie na rzecz zrównania statusu kobiet i mężczyzn: „żaden ze znanych wówczas międzynarodowych alpinistów, ani mężczyzna, ani kobieta, nie wypowiadał się tak otwarcie i żarliwie na temat praw kobiet [jak Fanny Bullock Workman i współczesna jej amerykańska alpinistka Annie Smith Peck]”. Po ośmiu latach mieszkania w Worcester, dr Hunter Workman zrezygnował z dalszego prowadzenia praktyki lekarskiej, jako powód podając stan zdrowia. Po śmierci ojców, Fanny w 1882 i Williama w 1885, małżonkowie Workman odziedziczyli ogromne posiadłości, nie hamowani więc względami finansowymi, wyruszyli w swoją pierwszą większą podróż – po Skandynawii i Niemczech. Opuściwszy Stany w 1889, Fanny Bullock Workman nigdy już do Ameryki nie wróciła.

## Wyjazd do Europy i wyprawy rowerowe 1889-1897

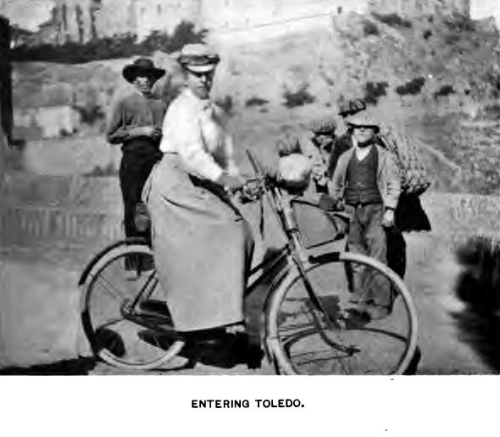
Fanny koło Toledo, czerwiec 1895

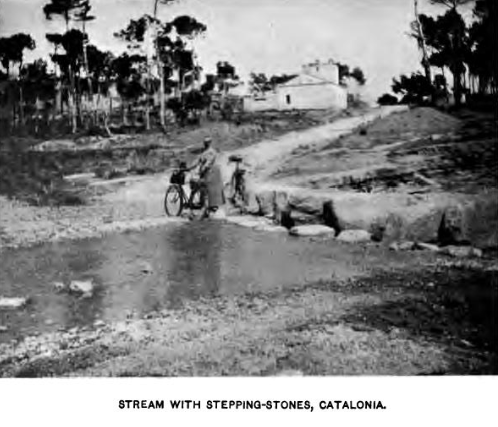
Fanny w Katalonii, kwiecień 1895

W 1889 rodzina Workmanów zamieszkała w Dreźnie. Zdaniem Thomasa Pauly’ego, historyka sportu i literatury, oficjalny powód wyjazdu do Europy był pretekstem, gdyż William zaskakująco szybko wyzdrowiał. W grudniu tego roku urodziło się im drugie dziecko, któremu dali na imię Siegfried. Fanny nie była jednak skłonna podjąć tradycyjnych ról żony i matki, pragnąc w ich miejsce realizować własne ambicje zostania podróżniczką i pisarką. Wspólnie Workmanowie ulegli fascynacji świeżo opatentowanym modelem nowego środka pokonywania odległości – Rover Safety Bicycle. Według Pauly’ego Fanny podczas wypraw rowerowych, które zaczęli podejmować w tym czasie, „pilnie poszukiwała alternatywnej tożsamości, takiej, która wyzwoliłaby ją od konwencjonalnych obowiązków żony i matki oraz pozwoliła realizować jej zainteresowania i ambicje”. W latach 1888–1893 odbywali wycieczki rowerowe po Niemczech, Szwajcarii, Francji i Włoszech, wyjężdżali też w Alpy. W sierpniu 1891 jako jedna z pierwszych kobiet weszła na Mont Blanc drogą przez Grand Plateau. Była także jedną z pierwszych alpinistek, które wspięły się na Jungfrau i Matterhorn. Na czas, gdy Workmanowie odbywali długie podróże, pieczę nad dziećmi sprawowały opiekunki. W czerwcu 1893, po ich powrocie z wyjazdu rowerowego po Włoszech, trzyipółletni Siegfried zachorował na grypę, z której rozwinęło się zapalenie płuc, i chłopczyk zmarł. W 1894 wyruszyli na rowerach poza Europę – do Algierii i Afryki Północnej. Jak pisze Michael Plint (The Workmans, 1992), ich pęd do podróży mógł mieć coś wspólnego z poniesioną w 1893 stratą. Rezultatem afrykańskiego wojażu była książka Algerian Memories. A Bicycle Tour over the Atlas to the Sahara, opublikowana co prawda pod oboma nazwiskami, ale, podobnie jak w przypadku ich późniejszych książek, to Fanny była główną autorką tekstu i fotografii. Wiele uwagi poświęcono w niej opisywaniu piękna i romantyczności krajobrazu, nie pomijając jednak milczeniem obserwowanego po drodze wyzysku i zaniedbywania doznawanych przez kobiety w algierskim społeczeństwie. Z powrotem w Europie wyruszyli w 1895 na kolejną wielką wyprawę rowerową – po Hiszpanii. Przejechali w sumie ok. 4,5 tys. km, każde z nich wioząc ok. 9 kg bagażu, w odcinkach dziennych wynoszących średnio 72 km, choć były i takie ponad 120 km. Napisana po powrocie książka, Sketches Awheel in Modern Iberia, potwierdziła wzorzec, któremu pozostali wierni do końca życia: wspólne podróże, obserwacje naukowe, fotografowanie i pisanie o nich, a w przypadku Fanny – ponadto wygłaszanie prelekcji i publikowanie artykułów. Ich opowieści o wyprawach rowerowych były na ogół lepiej przyjmowane niż późniejsze relacje na temat ich górskich wyczynów.

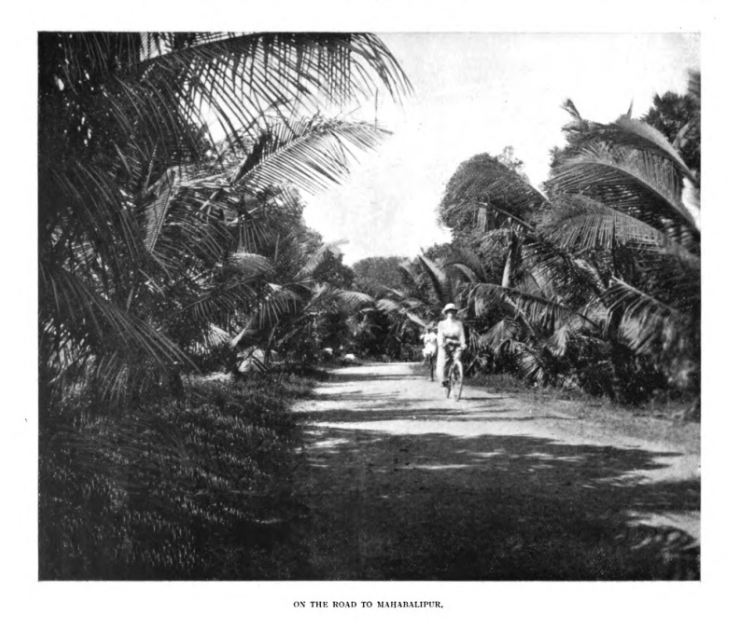
Fanny w drodze do Mahabalipuram (Tamilnadu), styczeń 1898

## Podróż po Azji płd.-wsch. i Indiach – 1897 do 1899

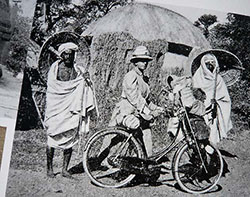
Fanny i pielgrzymi Dźagannath zmierzający do Puri

Podróż po Azji płd.-wsch. – w sumie 29 miesięcy, w ciągu których przejechali 23 tys. km – rozpoczęła się w listopadzie 1897, kiedy wypłynęli z Marsylii. Gdy przybyli do Kolombo, Fanny miała 38 lat, a William 50. Po pobycie na Cejlonie, wówczas pod kolonialną administracją brytyjską, udali się w styczniu 1898 z portu Tuticorin (obecnie Thoothukudi) na południu Indii w podróż po subkontynencie indyjskim. Jechali głównie na rowerach, ale i korzystając ze wszelkich innych środków lokomocji dostępnych w okolicach, przez które podróżowali. Przez pierwszych sześć tygodni towarzyszył im zabrany z Cejlonu służący, który też wiózł ich bagaż, później najmowali miejscowych służących. Nie tylko że warunki podróżowania były raczej prymitywne (praktycznie brak zaplecza noclegowego i możliwości zakupu żywności), ale i okoliczności mogły okazać się niebezpieczne: w przypadku, choroby, wypadku lub uszkodzenia sprzętu nie mogli raczej liczyć na pomoc. Wieźli ze sobą jedynie minimalny zapas herbaty, produktów żywnościowych i wody, do tego koce i poduszki, przybory do pisania, podręczną apteczkę oraz zestaw narzędzi do naprawy rowerów. Po przebyciu ok. 6,4 tys. km dotarli przed latem 1898 do Śrinagaru w Kaszmirze. Stamtąd odbyli swą pierwszą wysokogórską wyprawę przez przełęcz Zoji (3528 m) do Leh i dalej aż po Karakoram Pass (5540 m). Jesienią byli już w Sikkimie i planowali w Dardżylingu zorganizowanie większej wyprawy na Kanczendzongę, w czym miał ich wspierać sprowadzony z Zermattu przewodnik Rudolf Taugwalder. Realizację tych planów spowalniały mnożące się trudności biurokratyczne, ale poważniejszy problem mieli z wynajęciem ludźmi do pracy. Gdy po wioskach rozeszła się wieść o zamożnych Amerykanach werbujących tragarzy, ceny gwałtownie wzrosły. Zatrudnili w końcu 45 tragarzy i wyposażyli w podstawowe górskie ubiory i sprzęt oraz prowiant, ale nie zdołali wyruszyć przez nadejściem późnojesiennych chłodów. Po trzech dniach podejścia, kiedy dotarli do linii śniegu, tragarze zbuntowali się. Wobec zimowych warunków odmówili dalszego marszu i zmusili całą wyprawę do powrotu do Dardżylingu. Pod koniec 1898 zwiedzali Orisę na południu Indii, by na przełomie 1898 i 1899 ruszyć od Kalkuty do innych krajów. Kilka pierwszych miesięcy 1899 spędzili podróżując na rowerach przez kambodżańską część Indochin Francuskich i po Jawie, wówczas kolonii holenderskiej. Jesienią 1899, po eksploracji lodowca Biafo w Karakorum (wyprawa omówiona poniżej), odbyli krótką podróż rowerem po Sumatrze (pod kolonialnym zarządem holenderskim) i zwiedzali Syjam i Birmę we Francuskich Indochinach. Powrócili do Europy po dwóch latach i pięciu miesiącach, wpływając do Marsylii w czerwcu 1901.

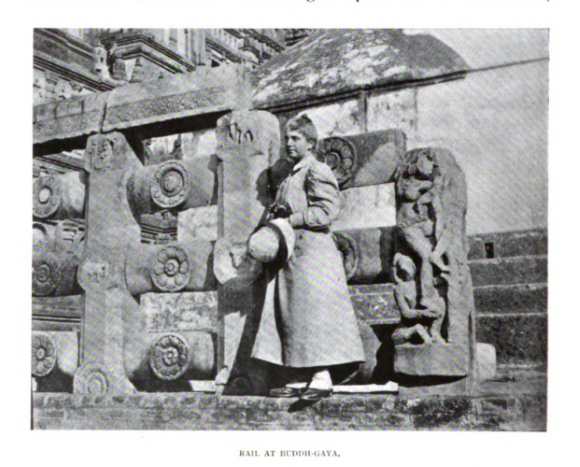
Fanny w Bodh Gayā (Bihar)

Głównym zamysłem, z jakim Workmanowie wyruszali do Indii, było studiowanie i utrwalenie w opisie i na fotografiach zabytków dawnej indyjskiej architektury. Znaczna ilość budowli znajdowała się z dala od dróg i zamieszkałych terenów, co utrudniało i wydłużało pokonywanie odległości. Przed podróżą przeczytali nie tylko takie opowieści jak Mahabharata i Ramajana, ale przede wszystkim przyswoili sobie stosowny zasób wiedzy nt. historii i sztuki Półwyspu Indyjskiego, co skrupulatnie zaznaczyli w bibliografii na końcu książki opisującej tę podróż. Through Town and Jungle wydana została w 1904 i zawiera szczegółowe opisy świątyń, pałaców, rzeźb i innych zabytków, odwiedzonych w ciągu wyprawy w 1897-1899 oraz podaje dane nt. zabytków i miast, które zwiedzili, wiele z nich ponownie, w zimie 1903-1904. Zebrany przez nich materiał w formie fotografii, opisów i danych co do lokalizacji spotkał się z uznaniem. Zgodnie z deklaracją, zasadniczo poświęcili tę podróż studiowaniu materialnych śladów kultur tamtego regionu i mniej byli zainteresowani kontaktami ze współczesnymi mieszkańcami subkontynentu.
„Los Angeles Herald” z września 1899 cytuje taką wypowiedź Fanny Workman, podsumowującą jej azjatyckie podróże:

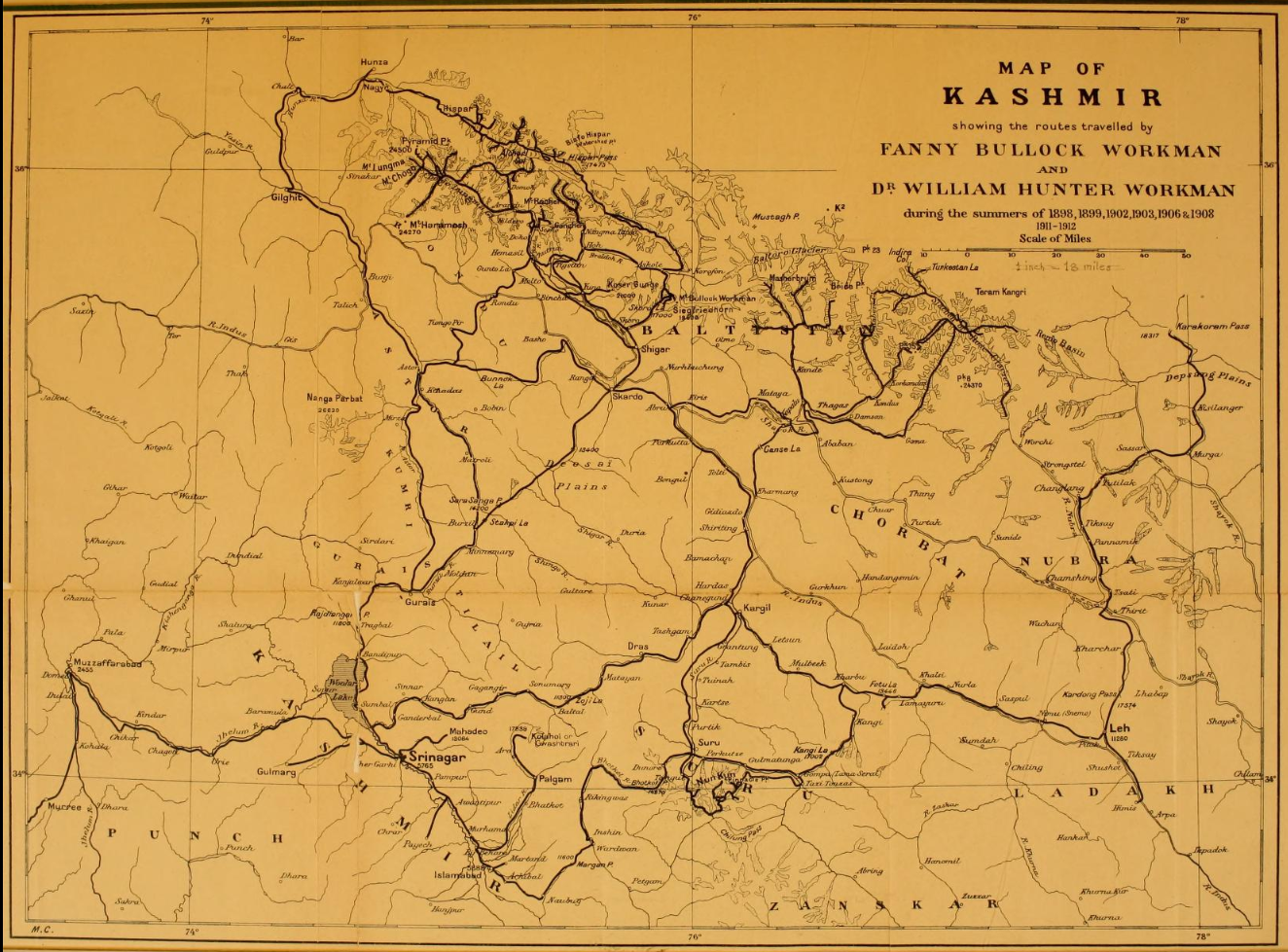
Trasy wypraw Workmanów od 1898 do 1908

Jechałam na rowerze przez wiele krain o urokliwych krajobrazach: obok gajów palmowych i banianowych w Orysie, w górę i w dół zielono-szkarłatnych stoków Teraju, które za Dardżylingiem urastają do górskich gigantów, i po tej najcudniejszej z wysp palmowych – Cejlonie. Nigdzie jednak nie pokonałam prawie dwóch tysięcy kilometrów, które by wiodły przez kraj tak nieustająco piękny [jak na wyspie Jawa], gdzie każdy widok, odsłaniający się przez rowerzystą, jest uroczy, wspaniały lub w swoisty sposób śliczny.

## Wielkie wyprawy w Karakorum 1899-1912
W ciągu tych 13 lat Workmanowie wyprawili się siedmiokrotnie w płd. rejony Karakorum, w owym czasie mało zbadane i częściowo nieskartowane. Dzielili się i wymieniali obowiązkami: jeśli w jednym roku Fanny opracowywała logistykę wyprawy, a William pracował nad programem badawczym, to w następnym zamienili się rolami. Organizacja i finansowanie wypraw spoczywały wyłącznie na nich. W trakcie każdej z wypraw fotografowali, robili badania i pomiary, by ostatecznie przygotować książkowe sprawozdanie, artykuły naukowe i materiały kartograficzne. Książki opisujące te ekspedycje opatrzone są oboma nazwiskami i tylko w przypadku ostatniej z nich, Two Summers in the Ice-Wilds, podano, kto napisał którą część. W sumie jednak to przede wszystkim Fanny zrobiła, zdaniem nawet dzisiejszych biografów (Middleton, 1982; Plint, 1993), bardzo dobre zdjęcia i zebrała materiały do wspólnie firmowanych książek, ona też była ich główną autorką. Podjąwszy regularne ekspedycje, oddali córkę Rachel do szkoły dla dziewcząt z pensjonatem (Cheltenham Ladies’ College) w Cheltenham, hrabstwo Gloustershire, w Wlk. Brytanii.

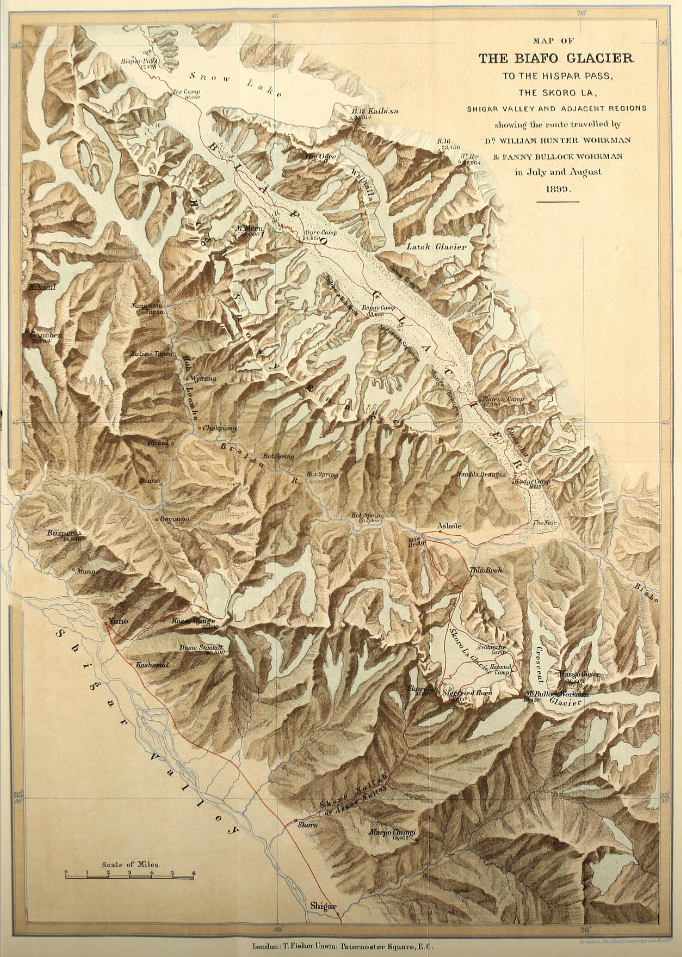
Mapa lodowca Biafo i drogi rekonesansu wyprawy w 1899

### Wyprawa w 1899 – lodowiec Biafo

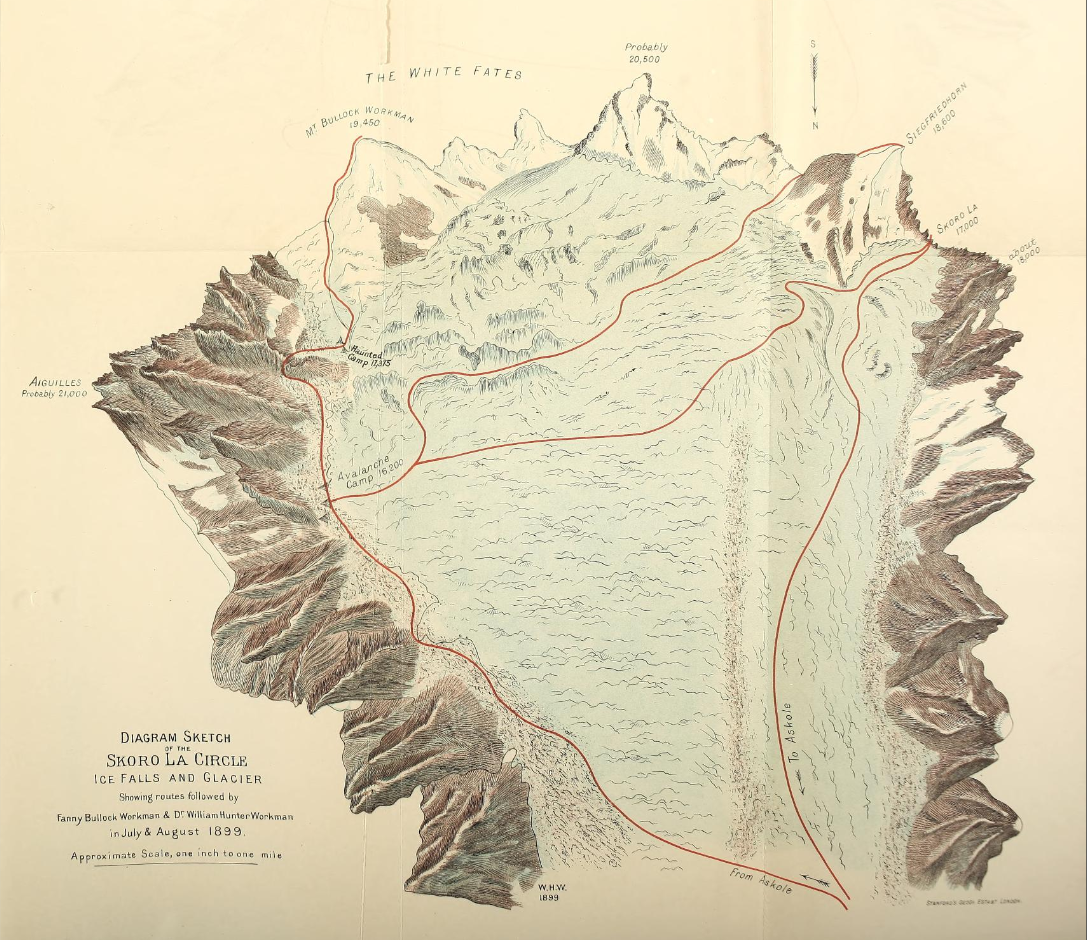
Szczyty wokół lodowca nad Skoro La wg szkicu Workmanów

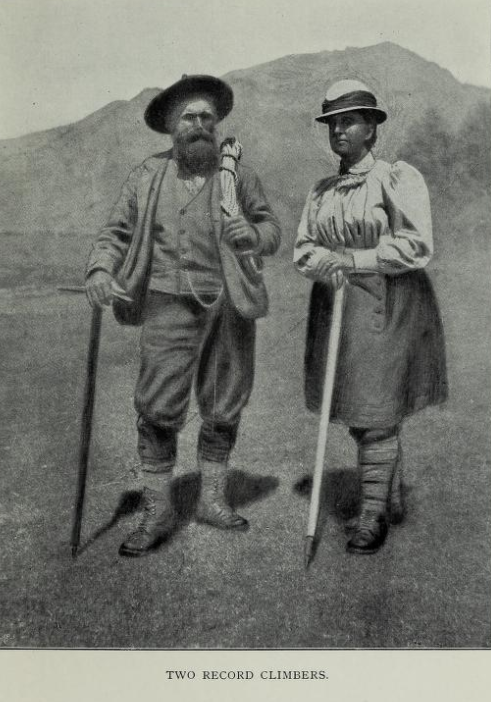
Fanny i Zurbriggen po wejściu na Koser Gunge, sierpień 1899

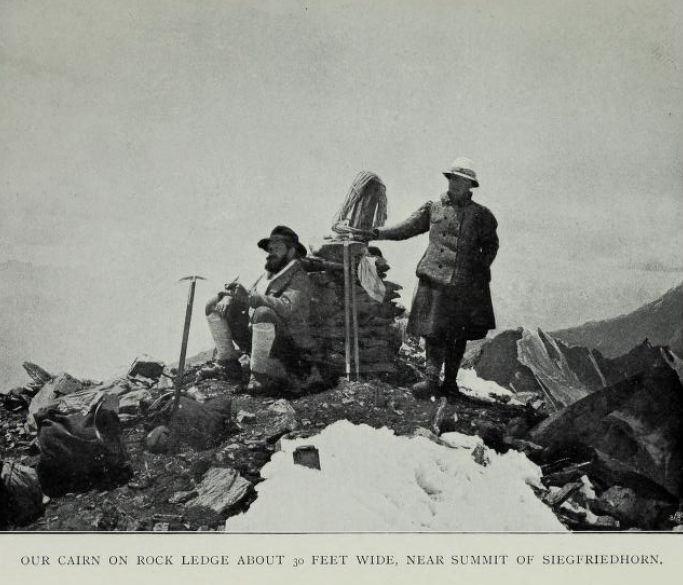
Fanny i Matthias Zurbriggen na szczycie Siegriedhorn, 7 sierpnia 1899

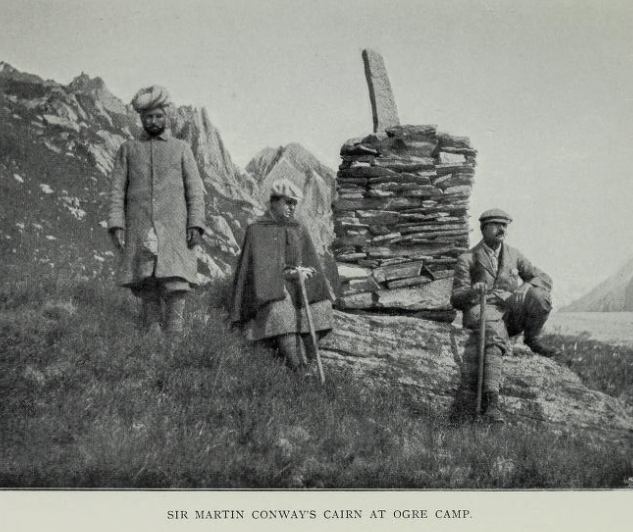
Workmanowie przy kopcu Conwaya z 1892, lodowiec Biafo

W końcu czerwca 1899, po zakończeniu wojaży po Jawie, przybyli ponownie do Śrinagaru, by podjąć poważną ekspedycję w góry Karakorum. Po przykrych doświadczeniach pierwszej wyprawy i kłopotach z tragarzami, zdecydowali się zatrudnić Matthiasa Zurbriggena nie tylko jako przewodnika, ale i do pomocy w organizowaniu transportu. Nie tylko uchodził on wtenczas za najlepszego i najbardziej doświadczonego przewodnika górskiego, ale też jako uczestnik wyprawy Martina Conwaya w 1892 znał rejon działania planowanej wyprawy. Mając w swym składzie Zurbriggena, koordynującego pracę 50 lokalnych tragarzy i służących, wyprawa przystąpiła do eksploracji lodowca Biafo w rejonie Baltistan. Wyruszyli z Askole 16 lipca i po przejściu całego lodowca weszli 29 lipca na przełęcz Hispar La (5128 m). Dalszą część wyprawy poświęcili na wspinaczki na szczyty w grani między Askole a doliną rzeki Shigar. Jeden ze zdobytych szczytów w pobliżu przełęczy Skoro La nazwali Siegfriedhorn (5700 m), a drugi Mount Bullock Workman (5928 m), nazwy te jednak nie przyjęły się. Z wyższego szczytu mieli rozległy widok i widoczny w dali K2, niewykluczone, że Fanny Bullock Workman była pierwszą kobietą, o której wiadomo, że widziała K2. W sierpniu weszli po wytężającej wspinaczce na kolejny niezdobyty szczyt w rejonie Skoro La, który ocenili na 6400 m i nazwali Koser Gunge (obecna nazwa Khosar Gang i wysokość ok. 6040 m), gdzie Fanny ustanowiła swój pierwszy rekord wysokości. Pauly, Jo Woolf i in. wspominają o jej odporności na chorobę wysokościową, co wynikało zapewne z powolnego tempa, w jakim zdobywała wysokość, czyli stopniowej aklimatyzacji. Rycina przedstawiająca widok na Koser Gunge z doliny Shigar zdobi stronę przedtytułową książkowej relacji z tej wyprawy In the Ice World of the Himalayas (London, 1900).
Fanny Bullock Workman publikowała relacje z ich górskich wyczynów w formie artykułów, np. w „Scottish Geographical Magazine” i wygłaszała prelekcje ilustrowane obrazami produkowanymi przez laterna magica, np. w grudniu 1900 w siedzibie Royal Scottish Geographical Society w Glasgow. W książce o wyprawie z 1899 starała się uwzględnić informacje naukowe i wyniki doświadczeń, zachwalając przy tym zmodyfikowany przez siebie barometr. Jej wysiłki nie zdobyły uznania w kręgach naukowych i wypominano jej brak solidnej wiedzy naukowej. Recenzenci literatury w prasie popularnej nie szczędzili utworom Workmanów pozytywnych opinii, jak np. w londyńskim „The Standard”: „Bez wahania możemy powiedzieć, że doktor i pani Workman napisali jedną z najbardziej niezwykłych książek podróżniczych ostatnich lat”. Cechą charakteru Fanny było trzeźwe i praktyczne podejście do utrudnień podczas podróży. Woolf powołuje się na taki oto epizod z tej wyprawy:

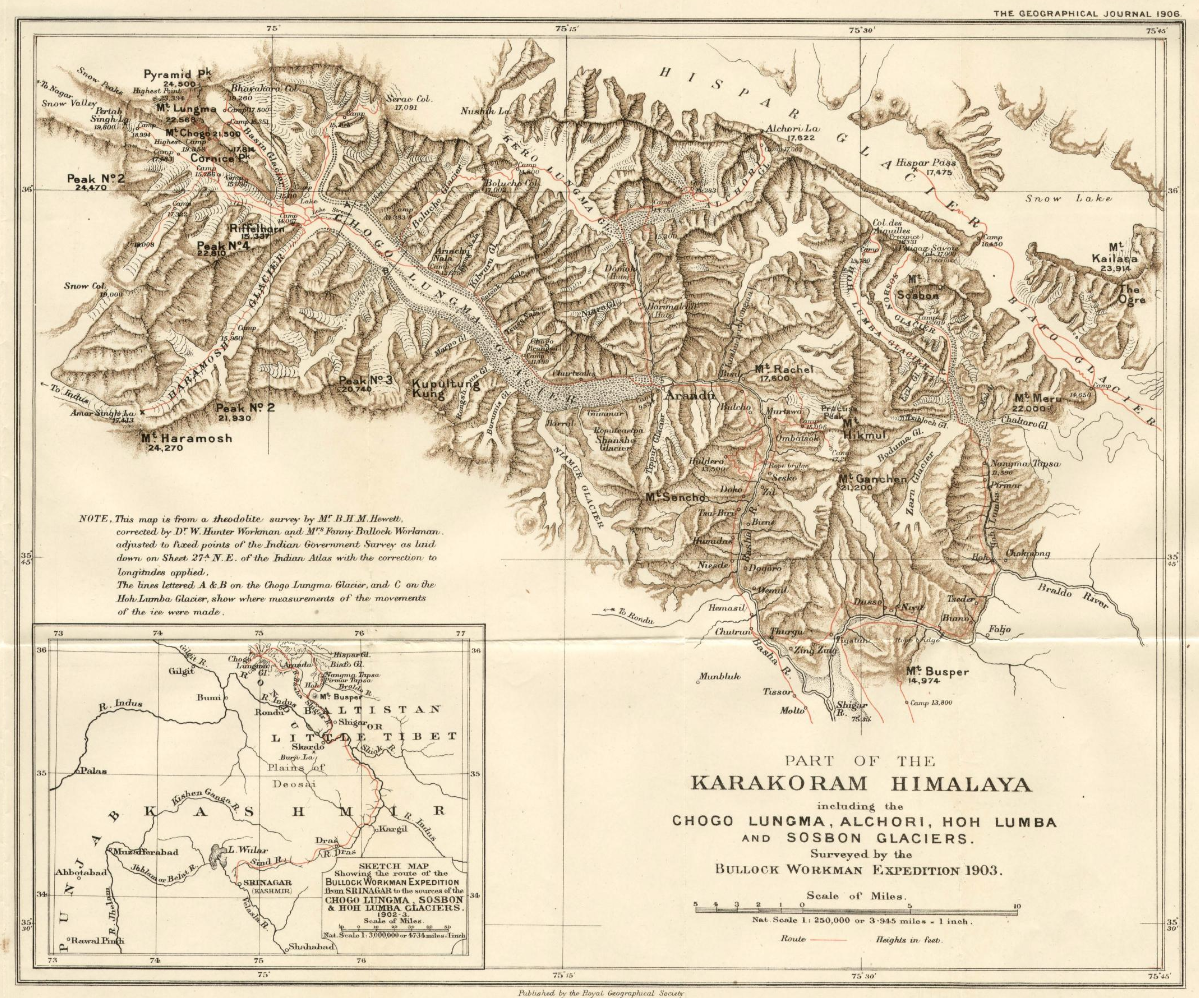
Mapa lodowca Chogolungma i jego otoczenia, sporządzona przez Workmanów na podst. rekonesansu w 1903

... kiedy Fanny i William dotarli w końcu pod Skoro La, powiedziano im, że pora roku jest o wiele za wczesna, by wchodzić na przełęcz, na co odparli, że w takim razie „dokonują otwarcia przełęczy na ten sezon”, zupełnie jakby to była czysta formalność, na dopełnienie której oczekiwano przybycia stosownych dygnitarzy.

### Wyprawy w 1902 i 1903 – lodowiec Czogolungma

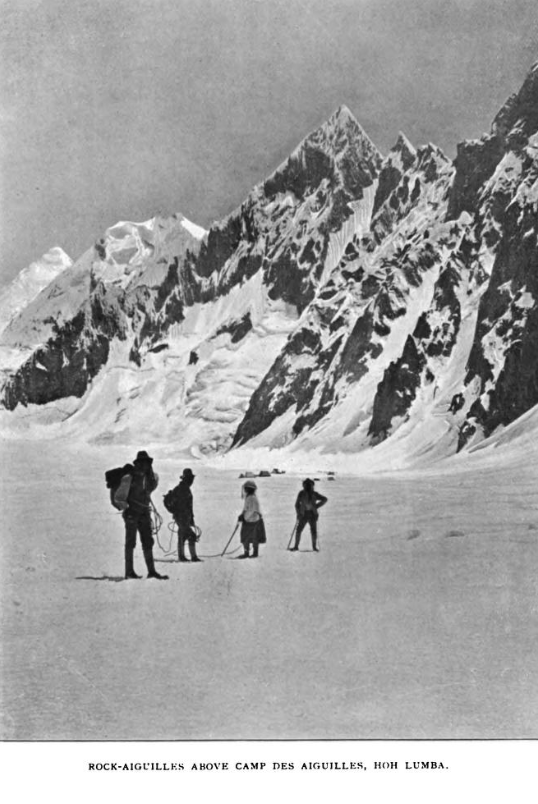
Na lodowcu Hoh Lumba, lipiec 1903

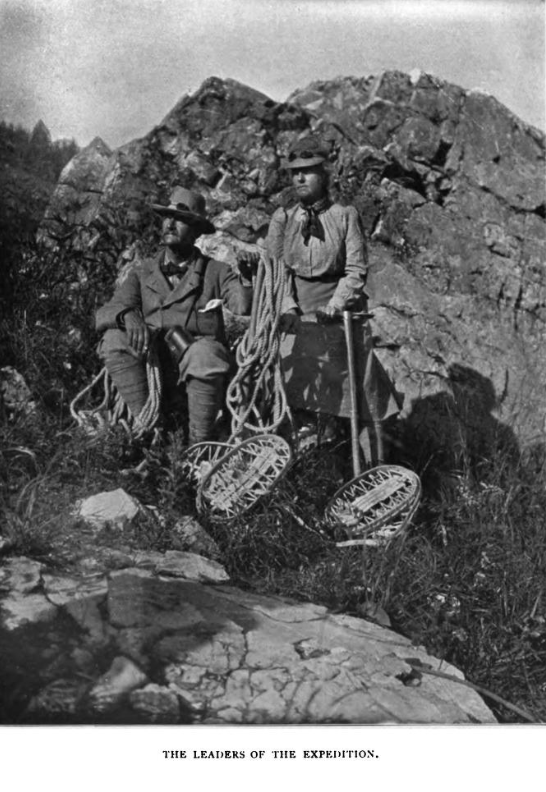
Workmanowie w 1903 r.

W czerwcu 1902 Workmanowie powrócili do rejonu Baltistan w Karakorum i wyruszając z miejscowości Arandu, rozpoczęli eksplorację nieznanego bliżej zachodnim badaczom i trudnego lodowca Czogolungma. Zatrudnili 80 tragarzy do transportowania czterech ton wyposażenia wyprawy, ponownie Zurbriggena jako przewodnika i znanego niemieckiego topografa Karla Oestreicha. W lipcu weszli na najwyższy, skalisty szczyt ponad lodowcem Hikmul, dziewiczy jak słusznie przypuszczali, i nadali mu nazwę Mount Rachel. Dzięki umiejętnościom Zurbriggena zdołali po pokonaniu wielkich trudności wejść na przełęcz Haramosh La (5150 m), wznoszącą się ponad jedną z bocznych odnóg lodowca Czogolungma. Wyniki prac topograficznych wyprawy w 1902, mimo wkładu zawodowego topografa, okazały się niewolne od nieścisłości. Latem 1903 udali się w rejon lodowców Hoh Lumba i Sosbun z trzema przewodnikami o międzynarodowej renomie (Joseph Petigax, jego syn Laurent i Cyprien Savoye) i zawodowym topografem B. Hewittem z RGS. Podjęli próbę wejścia na szczyt nazwany przez nich Pyramid Peak (obecna nazwa wg lokalnego nazewnictwa – Spantik (7027 m), w łańcuchu górskim Spantik-Sosbun). Fanny weszła na wysokość prawie 6880 m, William z przewodnikiem poszli wyżej, zawrócili jednak w obawie przed atakiem choroby górskiej. Na koniec planowano jeszcze przejście lodowcem Hispar do Nagaru, a stamtąd do Gilgit, ale nawet wielokrotne zwiększenie stawek nie przekonało tragarzy do podjęcia ryzyka wkroczenia na tereren od pokoleń cieszących się najgorszą sławą Buruszów z Hunzy. Mimo trudności wyprawa zdołała przeprowadzić rekonesans odległych partii lodowców Czomolungma, Hispar i Biafo, ale, jak podkreśla Plint, dokładne wyznaczenie szczegółowej trasy wyprawy jest utrudnione z powodu rozbieżności między dzisiejszymi mapami a tą sporządzoną przez nich. Mapa Workmanów okazała się częściowo bezwartościowa zarówno pod względem podanych wysokości (np. przy Pyramid Peak ich błąd był rzędu 500 metrów), jak i ukształtowania terenu (np. fałszywie podali przebieg górnych partii lodowca Czogolungma).
Okres 1904 do 1905 spędzono w Europie i Fanny Bullock Workman poświęciła go na opracowanie książki relacjonującej ostatnie wyprawy, pisanie artykułów do pism popularnych (np. amerykańskie „The Independent” i „Harper’s Magazine”), klubowych (np. bostońska „Appalachia”) i specjalistycznych (np. brytyjski „The Geographical Journal” czy francuski „La Geographie”). Prowadziła też prelekcje w różnych miastach zachodniej Europy, w zależności od kraju po angielsku, niemiecku lub francusku. Te spotkania z szerokimi kręgami zainteresowanych cieszyły się znaczną popularnością. W listopadzie 1905 zaproszono ją, jako drugą kobietę (pierwszą była w 1897 Isabella Bird Bishop), do wygłoszenia odczytu First exploration of the Hoh Lumba and Sosbon glaciers przed członkami Królewskiego Towarzystwa Geograficznego (RGS) w Londynie. Była to jej druga prelekcja w RGS, a kilka następnych odbyło się aż po rok 1912. W książkowej formie opisała obie wyprawy poświęcone rekonesansowi otoczenia lodowca Czogolungma w Ice-bound Heights of the Mustagh (wyd. 1908).

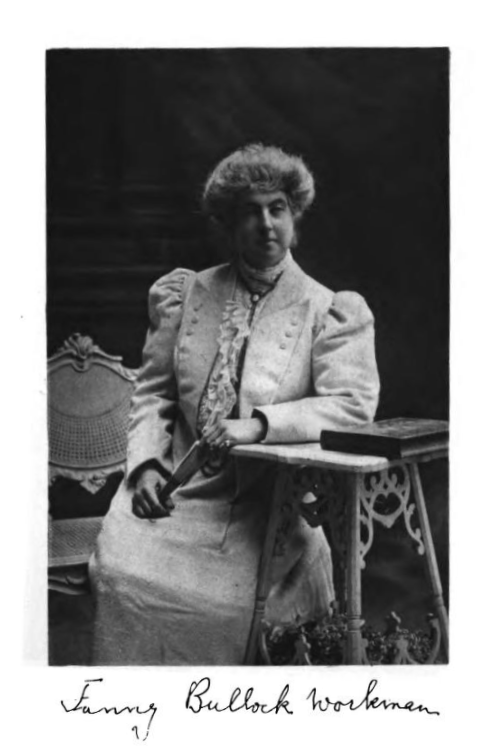
Fanny Bullock Workman, ok. 1906?

### Wyprawa w 1906 – masyw Nun-Kun
Workmanowie udali się ponownie do Kaszmiru w 1906, by poświęcić się eksploracji grupy Nun-Kun. Zatrudniono sześciu włoskich tragarzy i 200 lokalnych oraz jako przewodnika ponownie Savoye. W obozie na szczycie Z1 (6181 m) w masywie Nun Kun spędzili noc, do listy swoich rekordów dokładając i ten najwyżej w górach spędzonej nocy w, jak go nazwali, „Camp America”. Przy tej okazji William Workman tak scharakteryzował swoją żonę:

Skupiała całą swoją uwagę na celu, często przy tym lekceważąc trudności, a nawet niebezpieczeństwa, które mogły leżeć na drodze do jego osiągnięcia. Parła naprzód już to z niezłomnym postanowieniem, że dopnie swego, już to z odwagą, która zwyciężała tam, gdzie mniej zdecydowany wysiłek zakończyłby się porażką. Wierzyła, że należy wykorzystać każdą nadarzającą się okazję. Nie należała do tych, co łatwo się poddają, w obliczu niesprzyjających okoliczności zawsze zwlekała z decyzją podania hasła do odwrotu.

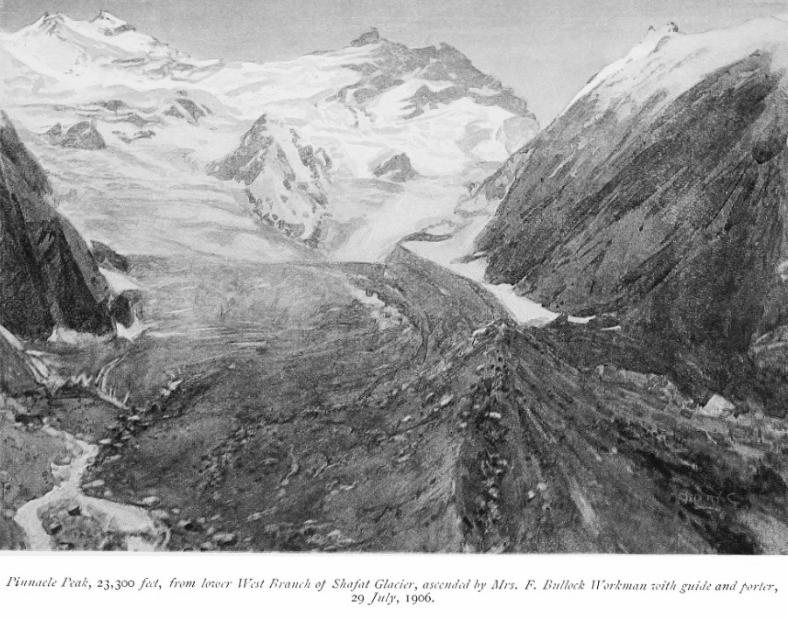
Pinnacle Peak widziany z lodowca Shafat

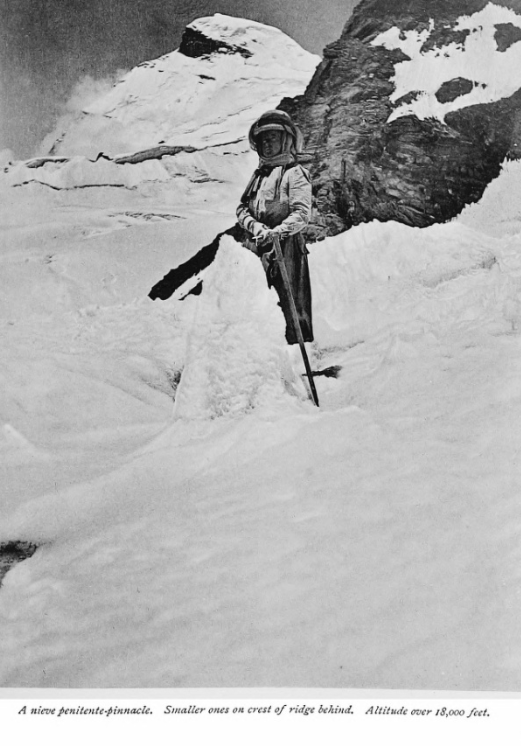
Fanny na wysokości ok. 5500 m w masywie Nun Kun

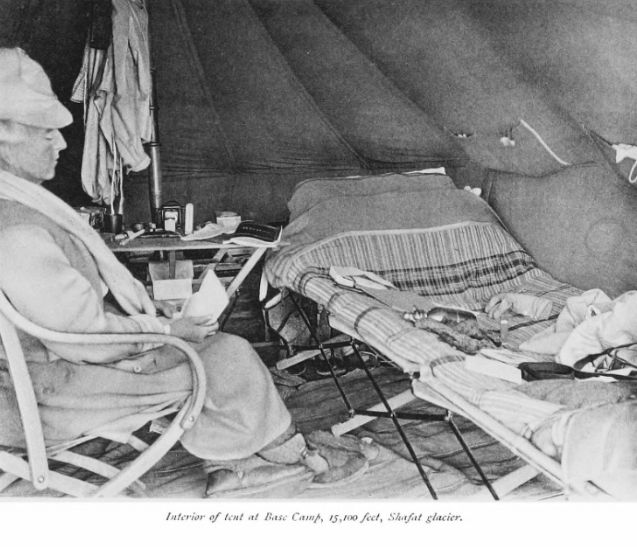
Fanny w swoim namiocie w bazie na lodowcu Shafat

W trakcie tej wyprawy weszła na Pinnacle Peak (6932 m), najniższy z trzech szczytów w grupie Nun-Kun. Było to, w wieku 47 lat, jej największe osiągnięcie alpinistyczne, nawet po odliczeniu zawyżonej przez nią o prawie 200 m wysokość szczytu. Isserman, Weaver i Molenaar w swojej historii himalaizmu (Fallen Giants, 2008) podkreślają, że już sam fakt, że „w ogóle wspięła się na wierzchołek bez takich ułatwień, jakie daje dzisiejszy sprzętu sportowy, obciążona za to obszernymi spódnicami, świadczy w równiej mierze o jej zdolnościach, co determinacji w dążeniu do celu”. Ustanowiony przez nią rekord wysokości osiągniętej przez kobietę w górach utrzymał się przez 28 lat aż do wejścia przez Hetti Dhyrenfurth na zach. wierzchołek Sia Kangri (7215 m) w 1934. Workmanowie, w przekonaniu, że na Nun Kun wspięli się powyżej granicy 23 000 stóp (7000 m), uważali się za ekspertów we wspinaczce wysokogórskiej. Wyniki ich prac topograficznych i twierdzenia co do szczegółów eksploracji nieznanych jakoby dotąd terenów spotkały się jednak z krytyką niektórych kręgów naukowych i doprowadziły do ostrych kontrowersji. Szczególnie krytykowano mapy, sporządzone przez Williama Huntera Workmana, i dołączone do książki relacjonującej tę wyprawę Peaks and Glaciers of Nun Kun (wyd. 1909). Mason (Abode of Snow, 1955) tak podsumowuje prace Workmanów:

Niestety brakowało im wyczucia kierunku topograficznego i nie potrafili skorelować punktów na swojej szkicowej mapie z tymi ustalonymi ponad wszelką wątpliwość przez wcześniejszych badaczy [...]. Pani Bullock Workman utrzymywała także, jakoby weszła na szczyt ʻPinnacle Peakʼ, któremu dała wysokość 23 300 stóp (zamiast właściwej 22 810), i upierała się przy twierdzeniu, że jest wyższy of szczytu Kun. Mapa załączona do jej książki „Peaks and Glaciers of Nun Kun” zawiera tak wiele różnorodnych błędów, że nie została zaakceptowana przez Survey of India.

Wyniki badań, które przeprowadzili podczas tej ekspedycji były współcześnie oceniane także z uznaniem, jak np. w piśmie „Nature”.

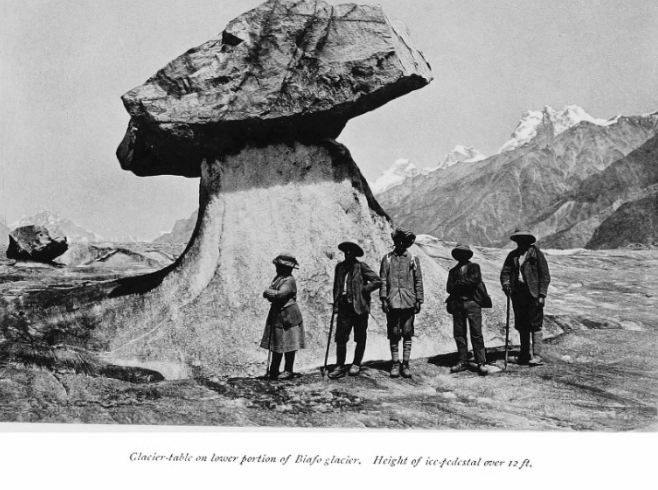
Workmanowie z przewodnikami na lodowcu Biafo w 1906

Fanny Bullock Workman, z pewnością zdecydowanie feminizująca w przedstawianiu własnych osiągnięć, okazała się bezkompromisowa we współzawodnictwie z inną kobietą. Jej najpoważniejszą konkurentką była inna Amerykanka i feministycznie nastawiona alpinistka – Annie Smith Peck, która w 1908 oświadczyła, że poprawiła wynik Fanny, zdobywając szczyt Huascarán w peruwiańskiej Cordillera Blanca. Według niej miał on mieć wysokość 7010 m, ale okazało się, że źle ją poinformowano co do wysokości szczytu i pokonanych odległości, a ona sama nie miała przyrządów, by je mierzyć. Fanny w zapale współzawodnictwa opłaciła kwotą 13 tys. US$ zespół francuskich geodetów z Service Géographique de l’Armée, aby dokonali nowego pomiaru wysokości szczytu. Uzyskany przez nich wynik 6768 m potwierdził rekord ustanowiony przez FannyBullock Workman. Pauly tak to skomentował: „Jak na ironię, upór, by udowodnić, że w górach wysokich jest jako kobieta równa każdemu mężczyźnie, doprowadził ją do miażdżącego ataku na inną kobietę, Amerykankę, która próbowała ją przewyższyć”. W dążeniu do utrzymania pozycji najlepszej alpinistki, prowadziła szczegółowy rejestr swoich wyczynów. „Jeśli Fanny Workman kiedykolwiek zyska uznanie, na jakie zasługuje za swoją feministyczną determinację, by osiągnąć sukces w tym wówczas męskim sporcie, to z pewnością będzie pamiętana w niemniejszym stopniu za skrupulatność w prowadzeniu dokumentacji, co za swoje górskie osiągnięcia”. Tej i poprzednim wyprawom poświęcone były liczne wygłaszane przez nią prelekcje, jak np. te w trakcie często wzmiankowanej tury w 1907: 30 odczytów podczas 37 dni od Monachium, przed Wiedeń i Drezno do Berlina i Hamburga.

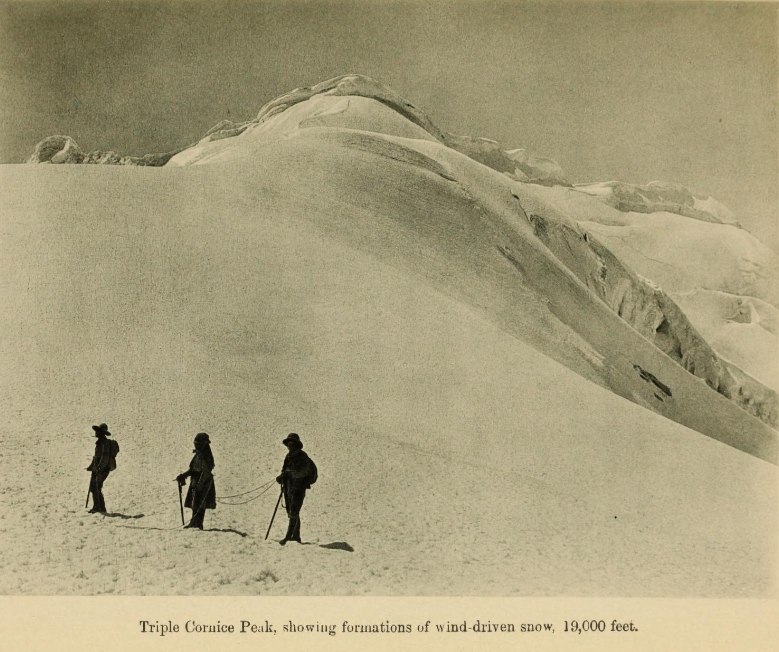
Fanny z przewodnikami poniżej Triple Cornice Peak

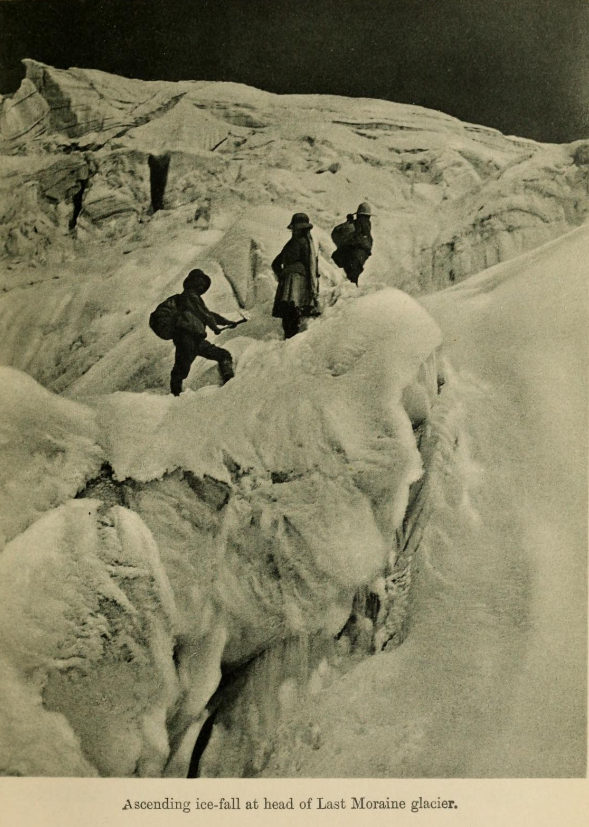
W lodospadzie bocznego lodowca Hispar

### Wyprawa w 1908 – lodowce Hispar i Biafo
W 1908 Workmanowie przybyli do Karakorum, aby przeprowadzić rekonesans sąsiadujących ze sobą lodowców Hispar i Biafo i ich otoczenia. Wyruszyli z Gilgit przez dolinę rzeki Hunza do księstwa Nagaru, by maszerując dalej na wschód, wejść na ponad 50-kilometrowy lodowiec Hispar. Z leżącej ponad nim przełęczy Hispar (5128 m) zeszli na lodowiec Biafo, którym w uciążliwym marszu długości co najmniej 60 km dotarli do osady Askole. Przejście całego lodowcowego systemu Hispar-Biafo było kolejnym rekordem – Fanny Bullock Workman została pierwszą kobietą, która pokonała himalajski lodowiec tej wielkości. W trakcie ekspedycji przemierzyli też liczne boczne lodowce, a mapy stworzone przez towarzyszących im dwóch profesjonalnych kartografów wzbogaciły topograficzną wiedzę na temat regionu. Obaj uzyskali tytuły doktorskie na uniwersytecie w szwajcarskim Fryburgu i zostali poleceni Fanny przez jego rektora; jednym topografen był Włoch Cesare Calciati a drugim Polak, figurujący w obcojęzycznej literaturze jako Mathias Koncza. Do książkowej relacji z tej wyprawy, The Call of the Snowy Hispar (wyd. 1911), Fanny Bullock Workman dołączyła rozdział, niemający z tą wyprawą nic wspólnego, a przedstawiający jej argumentację w sporze z Annie Smith Peck co do kobiecego rekordu wysokości i potwierdzający jej wyłączne prawo do niego.

### Wyprawy w 1911 i 1912 – lodowce Masherbrum i Siachen

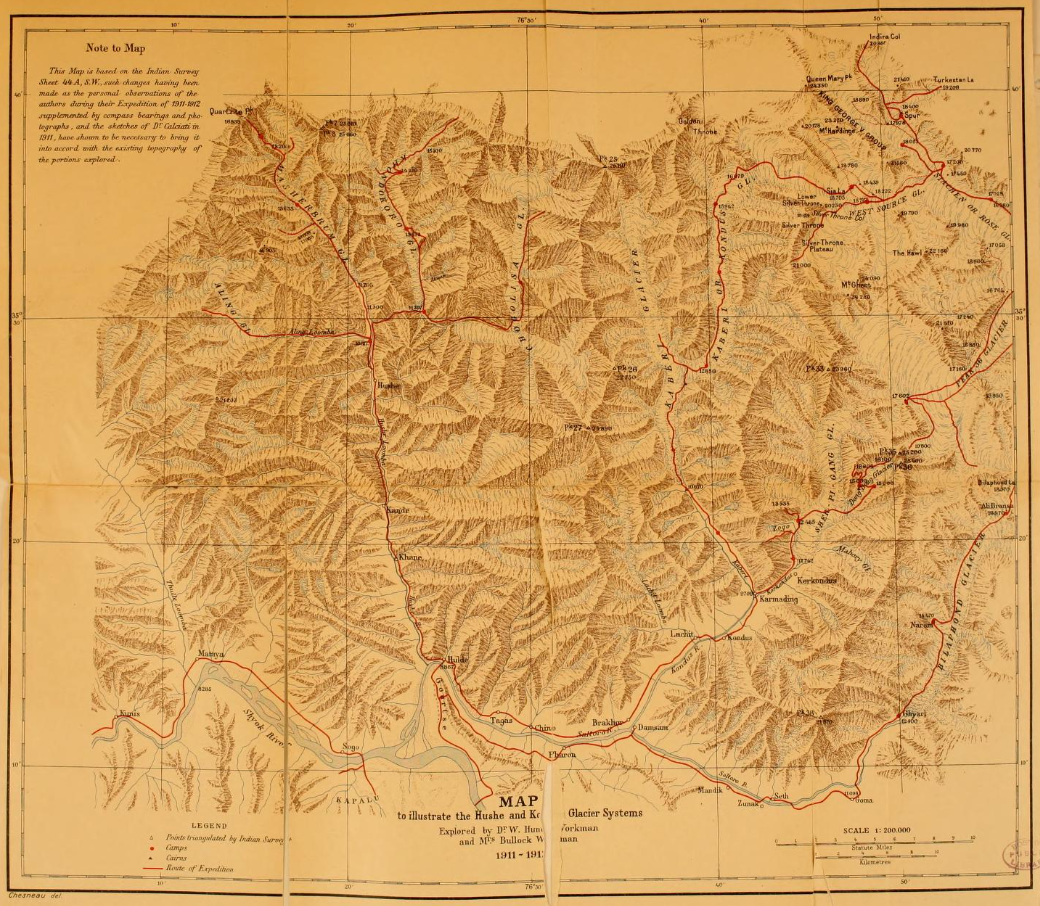
Szlaki eksploracji podczas wypraw w 1911 i 1912

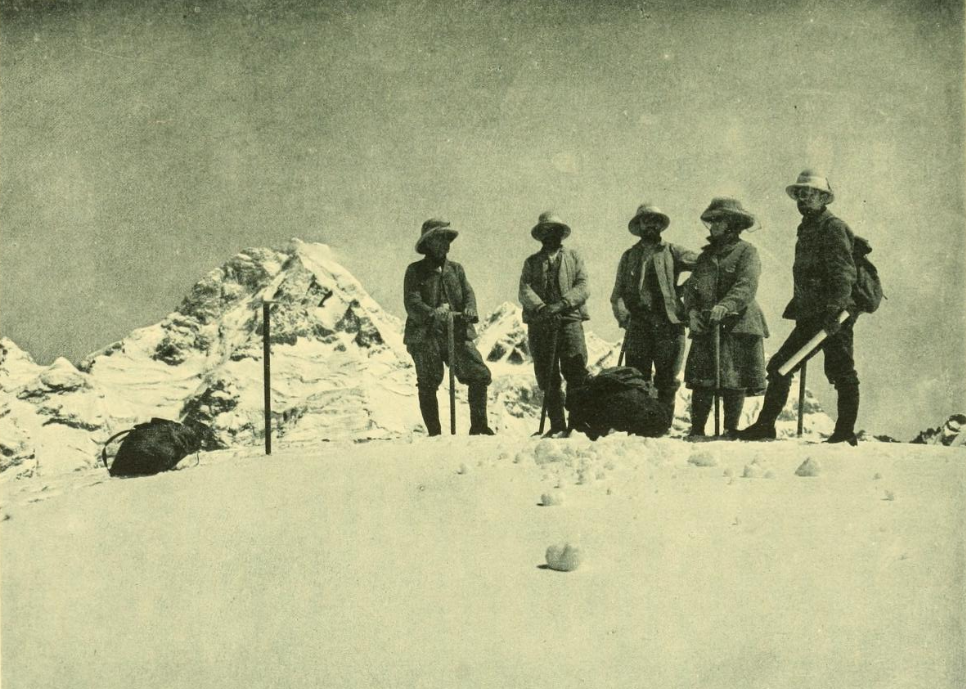
Na szczycie Quartzite Peak, w tle Masherbrum

Podczas dwóch ostatnich wypraw, w letnich miesiącach lat 1911 i 1912, Workmanowie prowadzili eksplorację kolejnych licznych lodowców w Ladakhu, m.in. Masherbrum i Siachen (długości 72 km, przez Fanny zwany Rose Glacier) i dolin lodowcowych. Uzyskane wyniki uznano za najważniejsze osiągnięcia w ich karierze eksploratorskiej, ponieważ badali rzeczywiście nowy teren, a jakość ich pomiarów przewyższała ich dotychczasowe prace. W lipcu 1911, gdy byli na wyprawie, odbył się ślub ich córki Rachel z Alexandrem MacRobertem. Po rekonesansie w 1911, poświęcili dwa miesiące w 1912 na eksplorację trudno dostępnego lodowca Siachen – najszerszego i najdłuższego lodowca leżącego poza strefą okołobiegunową, a wówczas jeszcze niezbadanego. Przez ten okres przebywali na wysokości ponad 4600 m, a najwyższym osiągniętym punktem była przełęcz nazwana przez nich Indira Col (5764 m). Podczas drugiej wyprawy Césare Chenoz, jeden z ich włoskich przewodników, wpadł do szczeliny i choć uratowany po kilku godzinach i zniesiony do niższego obozu, zmarł w nocy; był jedyną ofiarą śmiertelną podczas wszystkich wypraw Workmanów. Po pogrzebie kontynuowano eksplorację. W jej trakcie wspięli się m.in. na przełęcz Bilafond (w pisowni stosowanej przez nich – Bilaphond La, zwanej także Saltoro Pass) i pobliski szczyt Tawis Peak (6400 m). Dokładniej zbadano lodowiec Siachen i jego otoczenie, w tym wznoszącą się nad tym lodowcem przełęcz Sia (5598 m). Obie wyprawy opisano w jednej książce, Two Summers in the Ice-Wilds of Eastern Karakorum (wyd. 1917), w dwóch trzecich napisanej przez Williama, w jednej trzeciej przez Fanny, która okazała się ich największym osiągnięciem pisarskim. Zdaniem Plinta narracja w pierwszej osobie i swobodny ton czynią tę ostatnią książkę wyprawową Workmanów bardziej przystępną od poprzednich. Dzięki wkładowi pracy towarzyszących wyprawie zawodowych geodetów, Cosmo G. Grant-Peterkina i Sarjana Singh z Survey of India, stworzona przez nich mapa lodowca Siachen, w przeciwieństwie do wielu poprzednich map firmowanych przez Workmanów, nie wzbudziła zastrzeżeń i stała się podstawą późniejszych opracowań. W przypadku relacji z tej wyprawy, podobnie zresztą, jak i z poprzednich, przyjęte lub nadane przez Workmanów nazewnictwo było jednak przedmiotem kontrowersji, podnoszonych głównie przez brytyjski Alpine Club oraz Survey of India. W kręgach badawczych niechętnie przyjęto wyrażany wielokrotnie w tekście przez Workmanóww negatywny stosunek do innych badaczy, co tak podsumowuje recenzja ich książki w organie Royal Geographical Society „Geographical Journal”:

Jeżeli nie przyjdzie [Workmanom] cieszyć się oczywistą nagrodą w postaci serdecznego uznania czytelników, przyczyna tego leżeć będzie w pożałowania godnym podejściu, jakie wykazują zarówno wobec eksploratorów, którzy działali przed nimi, jak i wobec mieszkańców krain, po których wolno im było podróżować.

### Relacje z miejscową ludnością

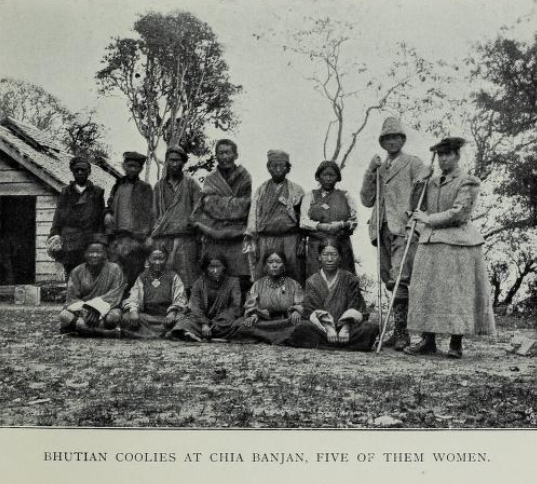
Workmanowie z tragarzami z Bhutanu przed wyprawą pod Kanczendzongę, paźdz. 1898

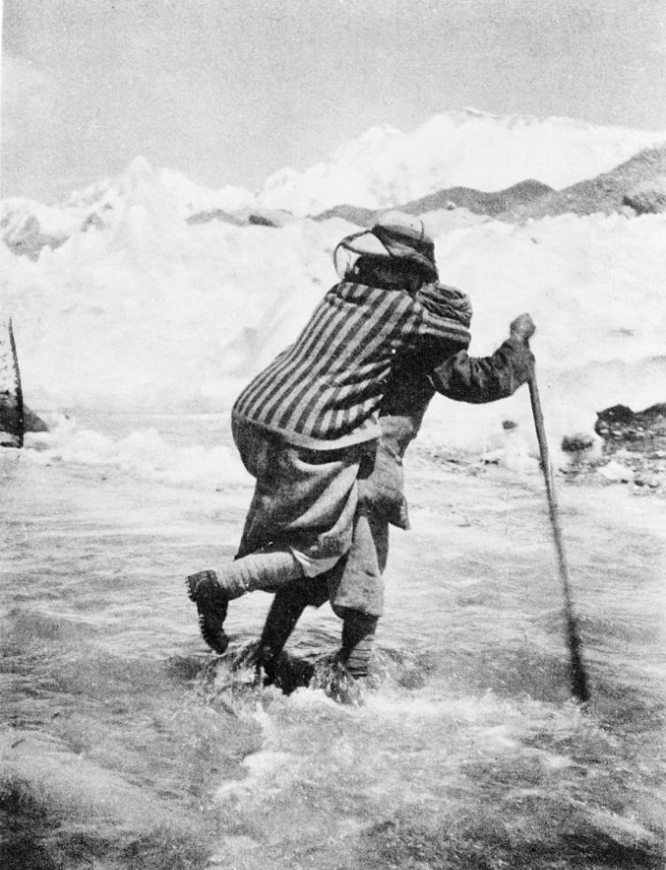
Fanny w 1911 lub 1912 podczas przekraczania rzeki lodowcowej Siachen

Podczas wypraw wysokogórskich, szczególnie tych pierwszych, Workmanowie nie potrafili unikać sytuacji konfliktowych z lokalnymi tragarzami, przy czym byli zdani na współpracę z nimi. Isserman, Weaver i Molenaar na podstawie licznych cytatów z tekstów Workmanów podają, że amerykańska para żywiła głęboką niechęć, a nawet pogardę, wobec miejscowych tragarzy: „ich skądinąd wartościowe książki czyta się jak jedną długą, pełną udręki tyradę przeciwko leniwym, kłamliwym, złodziejskim i buntowniczym oszustom, od których niestety byli tam na miejscu uzależnieni”. Już wobec samego przedsięwzięcia wspinaczki górskiej tragarze byli nastawieni co najmniej sceptycznie, gdyż jako mieszkańcy tamtych regionów rzadko i tylko w praktycznym celu udawali się w góry. Pozycję Fanny Bullock Workman utrudniał ponadto fakt, że tragarze nie byli skłonni do przyjmowania rozkazów od kobiety. Workmanowie nie potrafili opanować sytuacji inaczej jak poprzez okazywanie wyższości, protekcjonalny i arogancki ton porozumiewania się z tragarzami. Kenneth Mason tak to ocenił: „Workmanowie podczas swoich podróży byli ofiarą własnych błędów. Zbyt niecierpliwi, by próbować zrozumieć mentalność tragarzy, nie potrafili dotrzeć do ich najlepszej strony”. Podobne problemy nękały wszystkie ich wyprawy, ponieważ, jak to ujęła Middleton: „Workmanowie, jako niemalże jedyni spośród wiktoriańskich podróżników, nie potrafili wczuć się w położenie miejscowej ludności, czy chociażby zdobyć się na zwykłe zrozumienie mentalności mieszkańców wiosek, biednych i oddalonych od reszty kraju, do których wkraczali z wielką wyprawową karawaną, żądając z miejsca usług i towarów”. Podobnie argumentuje Miller, że Workmanowie, będąc Amerykanami, nie mieli takiego wyczucia społecznej hierarchii, jak to było w przypadku brytyjskich podróżników: „Workmanowie podobnie jak większość ich rodaków, oddawali się bez reszty swoim przedsięwzięciom, oczekując, że ta ich ogromna energia pokona wszelkie przeszkody. Brytyjczycy słusznie ich krytykowali za bezduszne i niestosowne zachowanie wobec rodzimych mieszkańców Indii”. Cytowane są też wypowiedzi Williama Huntera Workmana o jego otwartej niechęci do tych chorych, kalekich i słabych, w tym dzieci, którzy prosili go o pomoc medyczną. Ponieważ książki podróżnicze Workmanów są pisane albo w pierwszej osobie liczby mnogiej albo w trzeciej osobie liczby pojedynczej, często trudno jest jednoznacznie przypisać dane poglądy lub głosy Williamowi lub Fanny. Prace Workmanów wyrażają jednak kolonialną mentalność w tym sensie, że opisują spotkanych w odległych krajach ludzi jako „egzotycznych lub niezwykłych, w najgorszym przypadku jako prymitywnych lub nawet jako podludzi”.
Poczucie wyższości Workmanów wobec ludzi innych kultur odnosiło się nie tylko do mieszkańców Indii czy Kashmiru, ale nawet do Europejczyków, co wykazuje dysertacja Juliana Webera (Bodies in Play, 2018). Wypowiedzi Fanny Bullock Workman opisujące np. mieszkańców Aragonii (w Sketches Awheel, 1897) otwarcie dają wyraz jej poczuciu etnicznej i cywilizacyjnej wyższości wobec people of Aragon, o których mówiła wprost, że są zacofani, głupi i brudni. Z niemniejszą pogardą wyrażała się o kobietach, które „gapią się jak krowy”. Zdaniem Webera także eksponowanie własnej sprawności fizycznej służyło Fanny Bullock Workman do wykazania swojej wyższości wobec obserwowanych podczas podróży mężczyzn i kobiet (a vehicle for white, feminine superiority).

## Ostatnie lata 1913–1925

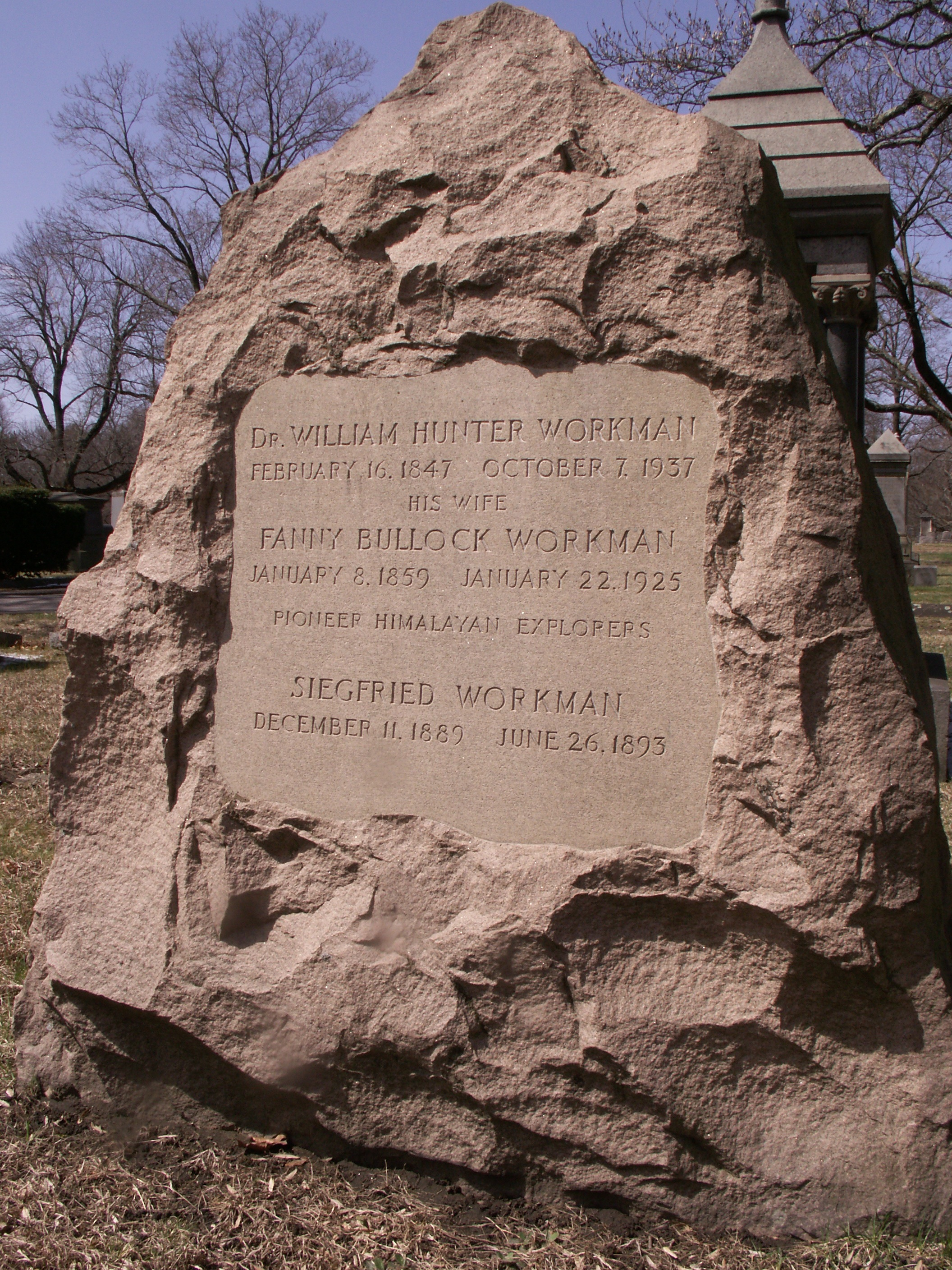
Pomnik Workmanów na cmentarzu w Worcester, Massachusetts

Sytuacja międzynarodowa podczas I wojny światowej powstrzymała Workmanów przed podejmowaniem dalekich wojaży. W końcowym okresie życia, spędzonym na południu Francji, Fanny Bullock Workman zajęta była pisaniem artykułów i przygotowywaniem prelekcji na temat odbytych podróży. Po przyznaniu jej tytułu Officer de L’Instruction Publique, wygłosiła jako pierwsza Amerykanka odczyt na paryskiej Sorbonie. W 1913 została przyjęta w poczet członków Królewskiego Towarzystwa Geograficznego w Londynie, poprzedzona przez ponad 60 wcześniej obdarzonych tym zaszczytem kobiet, poczynając od Isabelli Bird Bishop wybranej FRGS in 1892. Wiele innych towarzystw geograficznych przyznało jej medale i członkostwo, m.in. American Alpine Club, Royal Asiatic Society, Club Alpino Italiano, Deutscher und Österreichischer Alpenverein, Club alpin français. Większość tej tytulatury zamieszczała obok swego nazwiska na stronach tytułowych książek (patrz strona tytułowa The Call of the Snowy Hispar poniżej).
Od 1917 miała ze względu na stan serca problemy zdrowotne. Zmarła w wieku 66 lat w 1925 w Cannes. W testamencie zapisała 125 tys. dolarów czterem amerykańskim uczelniom kształcącym kobiety: Radcliffe College, Wellesley College, Smith College i Bryn Mawr College. Po kremacji w Marsylii jej prochy przewieziono do USA. William Hunter Workman po śmierci żony powrócił do USA i zamieszkał w Newton (Massachusetts), gdzie zmarł w wieku 91 lat w 1937. Prochy obojga małżonków złożono na cmentarzu (Worcester Rural Cemetery) w rodzinnym mieście Fanny Bullock Workman – Worcester (Massachusetts) pod wspólnym pomnikiem, którego napis upamiętnia także ich zmarłego w dzieciństwie syna Siegfrieda. Pod nazwiskiem Williama Huntera widnieje „Pionier himalajskich odkrywców”, pod nazwiskiem Fanny Bullock Workman „Jego żona”.

## Dziedzictwo

### Wkład w rozwój „feministycznego alpinizmu”

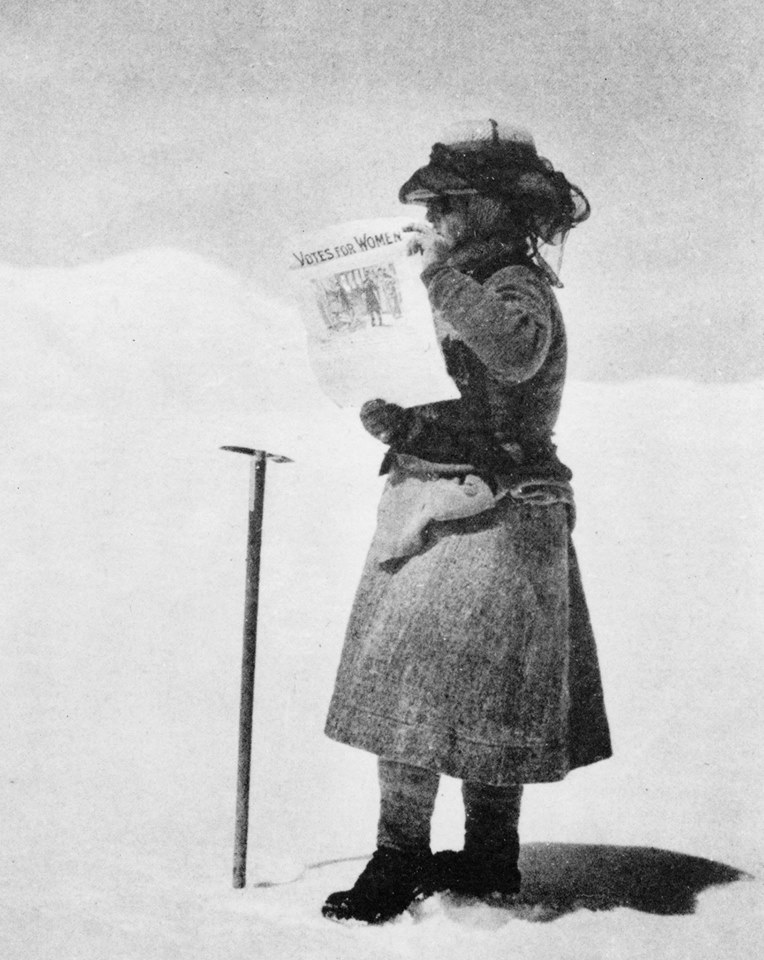
Fanny, 31 lipca 1912, na lodowcu Siachen, trzymająca afisz z napisem „Prawo wyborcze dla kobiet”

W eseju analizującym górskie wyczyny Annie S. Peck w kontekście polityczno-historycznym (Vertical Margins, wyd. 2001), Reuben Ellis stwierdza: „Peck wielokrotnie wskazywała na możliwości interpretowania wspinaczki górskiej jako aktu politycznego w ramach ruchu na rzecz równouprawnienia kobiet. Peck i Fanny Bullock Workman, niegdysiejsze rywalki, uznawano w pierwszych dwóch dekadach XX wieku za najsłynniejsze osoby w światowym alpinizmie”. Obie wykazały, że kobiety są w stanie i potrafią wspinać się w ekstremalnych pod względem odległości i trudności górach świata. Choć od lat 50. XIX wieku kobiety regularnie wspinały się w Alpach, to w górach najwyższych alpinizm był zdominowany przez mężczyzn, przeważnie Brytyjczyków. Oprócz Fanny Workman, żadna inna kobieta nie wspinała się w Himalajach aż do trzeciej dekady XX wieku, kiedy to ulepszenia sprzętu i organizacji zmieniły charakter zagrożeń i trudności wypraw. Dlatego w opinii Jo Woolf, pisarki specjalizującej się w literaturze podróżnicznej, należy uznawać Fanny Bullock Workman za tę alpinistkę, która w kategoryczny sposób położyła kres męskiej wyłączności w himalaizmie.
W Dictionary of Literary Biography (wyd. 1998) StephanieTingley określa krótko Fanny Workman jako „agresywną, zdeterminowaną i bezkompromisową amerykańską podróżniczkę z przełomu wieków”. Z drugiej strony mówi o niej, że była zagorzałą feministką, domagającą się prawa wyborczego dla kobiet, i uważającą się za wzór do naśladowania dla innych podróżniczek i alpinistek. Poprzez osiągnięcia sportowe w równym stopniu co poprzez wyniki naukowych badań i publikacje pragnęła wykazać, jak wielki potencjał fizyczny i intelektualny tkwi w każdej z kobiet. Tingley podkreśla samozadowolenie Fanny – „kwestionującej lub naruszającej normy wiktoriańskiej przyzwoitości kobiecej” – z jej odbiegającej od potocznych standardów sprawności fizycznej, czego dowodem miały być jej wyczynowe trasy rowerowe, odporność na chorobę wysokościową czy choćby na skrajne trudności obozowania na lodowcu. Wykazała ponad wszelką wątpliwość, że kobiety potrafią wieść owocne i społecznie przydatne życie też poza domem, a także znosić bez uszczerbku na zdrowiu okresy długotrwałego wysiłku fizycznego. Nie była przy tym obojętna na los kobiet w innych kulturach, w każdej ze swoich książek wyrażała w mniej lub bardziej otwarty sposób feministycznie uzasadnianą krytykę warunków społecznych, religijnych, politycznych itp. prowadzących do obniżania pozycji kobiet w społeczeństwie. Zdjęcie, które zrobił jej mąż na lodowcu Siachen podczas ich ostatniej wyprawy, gdzie stoi w zdobywczej pozie na tle wysokogórskiego krajobrazu i prezentuje w stronę obiektywu afisz z napisem VOTES FOR WOMEN, jest zatem kwintesencją postaci Fanny Bullock Workman jako feministki. Autor nekrologu w Alpine Journal (1925) nawiązując do wyzwania, które niejako rzuciła męskiemu alpinizmowi, przyznaje: „Możliwe, że w pewnych kręgach powstało niejasne wrażenie, powiedzmy, nowości, gdy kobieta wkraczała w dziedzinę eksploracji zarezerwowaną dotąd dla mężczyzn. [...] Wcześnie zatem pojawiła się w wysoko sytuowanych i niewzruszonych kręgach atmosfera, nazwijmy to, dystansu?”. Esej Jenny Ernie-Steighner (Delightful Escapes, wyd. 2009) na temat amerykańskich alpinistek z przełomu XIX i XX wieku podkreśla mentalną niemożność ze strony mężczyzn w tamtym okresie do oceniania dokonań takich kobiet, jak Fanny Bullock Workman inaczej niż wyłącznie wewnątrz granic wyznaczonych faktem ich bycia kobietami. Ann Colley w badaniach nad wiktoriańskim alpinizmem sugeruje z kolei, że dyskryminacja ze względu na płeć była bardziej jawna w codziennym życiu niż na wysokościach, jak np. w Himalajach: „Z dala od błahych opinii wypływających z presji społeczeństwa, kobiety znajdujące się wysoko, ponad linią śniegu lub w odległych regionach, mogły pełniej doświadczyć równości i władzy […]. Jeśli chciały, mogły uczestniczyć w sportowym czy innym współzawodnictwie na równi z mężczyznami.”.
Zapisy testamentowe Fanny Bullock Workman, powiększone później o dalsze kwoty przez jej męża, wykorzystują nadal dwie wyznaczone przez nią amerykańskie uczelnie dla kobiet. Wellesley College w Wellesley (Massachusetts) oferuje każdego roku jednej z absolwentek stypendium imienia Fanny Workman w wysokości 16 tys. US$ na studia podyplomowe w dowolnej dyscyplinie. Bryn Mawr College w in Bryn Mawr (Pensylwania) funduje stypendium o nazwie Fanny Bullock Workman Traveling Fellowship doktorantkom w dziedzinie archeologii lub historii sztuki.

### Ocena dokonań badawczych i pisarskich

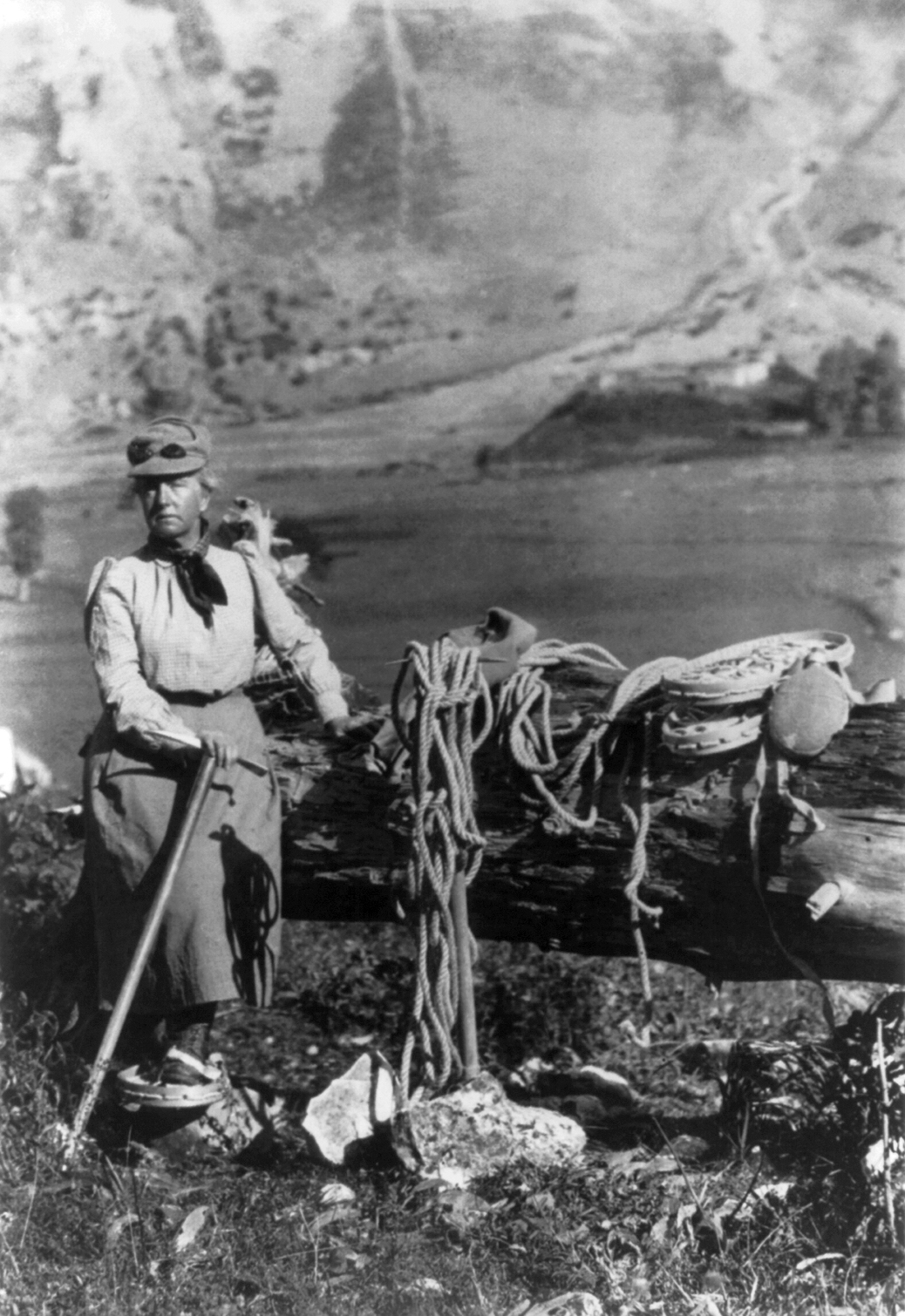
Fanny Bullock Workman w stroju, w którym wspinała się w górach; obok zestaw ówczesnego sprzętu alpinistycznego

Workmanowie byli przekonani o wielkiej wartości swego udziału w rozwoju topografii i wiedzy geomorfologicznej na temat odwiedzanych przez nich rejonów, wyrażali też w swoich utworach opinie, często negatywne, na temat dokonań badawczych innych autorów. Ich relacje niewiele natomiast mówiły o kulturze odległych i słabo zaludnionych regionów, które odwiedzali. Przyjmowali pozycję niezaangażowanego obserwatora, przez co ich opisy ludzi i krajobrazów prowadzone są w stylu bardziej naukowym niż jako wyraz emocjonalnych reakcji pisarza podróżnika. Jest to odbicie ogólnego stosunku Workmanów do eksploracji: nie wchodzili w bliższe relacje z miejscową ludnością i na ogół nie zagłębiali się w poznawanie lokalnych tradycji i zwyczajów. Jeżeli sięgali, na przykład, po liryczne opisy zachodów słońca, to był to ukłon w stronę szerokiego kręgu odbiorców, podczas gdy szczegółowe wyjaśnienia, na przykład, takich zjawisk jak lodowce, adresowali do czytelników o wyrobieniu naukowym. Celem tego drugiego zabiegu było również przyciągnięcie uwagi autorytatywnych organizacji, takich jak Królewskie Towarzystwo Geograficzne. Fanny Bullock Workman wierzyła ponadto, że zacięcie naukowe zjedna jej przychylność i akceptację środowiska alpinistycznego, choć w praktyce zawężało to krąg czytelników jej książek. Jak pisze Tingley, utwory Workmanów cieszyły się popularnością u współczesnych czytelników, ale w dzisiejszym odczuciu, wyrażonym też przez Middleton, ich teksty z wielu względów „nie nadają się do czytania” (rather indigestable books).

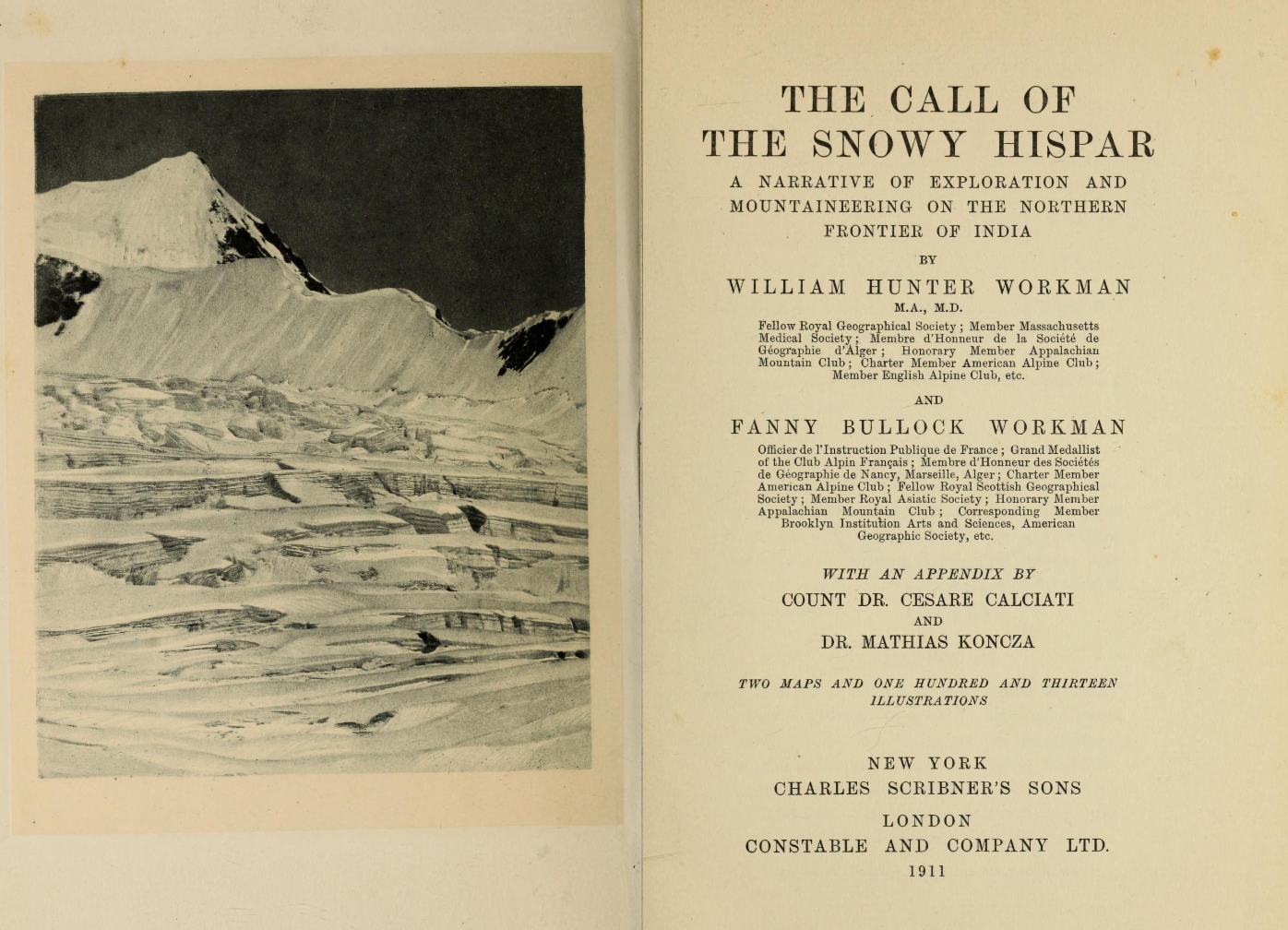
Strona tytułowa książkowej relacji z wyprawy w 1908

Książki i artykuły napisane przez Workmanów były w opinii Masona, wyrażonej w Abode of Snow wydanym w 1955 – „nadal użyteczne”, szczególnie ze względu na fotografie i ilustracje, natomiast ich mapy były „mylące i nie zawsze można na nich polegać”. Podobnego zdania jest Beth Kraig (American National Biography, wyd. 1999), według której teksty Workmanów dotyczące warunków meteorologicznych, glacjologii i wpływu znacznych wysokości na zdrowie i sprawność człowieka wyróżniają się jakością, byli jednakowoż marnymi topografami. Według autorów Fallen Giants (Isserman, Weaver i Molenaar, 2008) „nie mgło być wątpliwości, że Workmanowie byli nieustraszeni i jako podróżnicy, i jako wspinacze, lecz jednocześnie tak bezwzględni w promowaniu własnych osiągnięć, że żądza uznania i zaszczytów pchała ich czasami ku przesadnym ocenom ich wyjątkowości i ważności”. W sumie „przemierzyli znacznie dłuższe odległości i wspięli się na wiele więcej szczytów niż ktokolwiek z im współczesnych, oraz napisali [o tym] pięć wspaniale ilustrowanych i poczytnych książek wyprawowych. Fanny ustanowiła, choćby tylko ze względu na płeć, nieoceniony himalajski precedens, lecz Workmanowie nie okazali się wybitnymi alpinistami. W najlepszym razie sprawnie i umiejętnie podążali za wyznaczającymi szlak włoskimi przewodnikami, z których usług korzystali”. Ponadto byli pierwszymi Amerykanami, którzy przełamali brytyjski monopol w himalaizmie. W Game Faces (wyd. 2012) Pauly podejmuje obronę Amerykanki: „Autorzy paru niedawnych opracowań dotyczących Fanny skłaniają się ku ocenie lekceważącej bądź umniejszającej jej osiągnięcia, podczas gdy we współczesnym im kręgu odbiorców, nieświadomych przecież wielkich wyczynów przyszłych pokoleń, Workmanowie cieszyli się ogromnym uznaniem”.

## Publikacje jako autorka i współautorka

### Książki
- Algerian memories. A bicycle tour over the Atlas to the Sahara. London: T. Fisher Unwin, 1895 / New York: A.D.F. Randolph, 1895 – wyprawa rowerowa po Afryce Płn. w 1894.
- Sketches in Fin de Siécle Iberia. London: Unwin, 1897 / Sketches Awheel in Modern Iberia. New York and London: G.P. Putnam’s Sons, 1897 – wyprawa rowerowa po Hiszpanii w 1895.
- In the Ice World of Himálaya ... Among the Peaks and Passes of Ladakh, Nubra, Suru, and Baltistan. London: T. Fisher Unwin, 1900 / New York: Cassell, 1900. – 3 wypray rekonesansowe: latem 1898 ze Śrinagaru do Ladakhu, jesienią 1898 z Dardżylingu do Sikkimu (Kanczendzonga), latem 1899 ze Śrinagaru do Baltistanu, ze Skardu przez Skoro La do Askole, w górę lodowca Biafo na Hispar Pass.
- Through Town and Jungle: Fourteen Thousand Miles A-Wheel Among the Temples and People of the Indian Plain. London: T. Fisher Unwin, 1904. – wyprawy rowerowe po Indiach w latach 1898 do 1900, wzmianki o ponownym odwiedzeniu niektórych miejsc w 1903 i 1904.
- Ice-bound Heights of the Mustagh: An Account of Two Seasons of Pioneer Exploration and High Climbing in the Baltistan Himalaya. London: Archibald Constable & Co., 1908 / New York: Scribners, 1908. – 2 wyprawy rekonesansowe w 1902 i 1903 w rejoanach Mustagh, Haramosh, lodowiec Czomolungma i Pyramid Peak.
- Peaks and Glaciers of Nun Kun. A Record of Pioneer-Exploration and Mountaineering in the Punjab Himalaya. London: Constable and Company, 1909 / New York: Scribners, 1909. – wyprawa rekonesansowo-wspinaczkowa w 1906 w masyw Nun-Kun.
- The Call of Snowy Hispar. A Narrative of Exploration and Mountaineering on the Northern Frontier of India. New York: Charles Scribner’s Sons; London: Constable and Company, 1911. – wyprawa rekonesansowo-wspinaczkowa w 1908 w rejon lodowca Hispar.
- Two Summers in the Ice-Wilds of Eastern Karakoram. The Exploration of Nineteen Hundred Miles of Mountain and Glacier. London: Unwin, 1917 / New York: E.P. Dutton & Company, 1917. – 2 wyprawy rekonesansowo-wspinaczkowe, w 1911 od Śrinagaru przez Zoji La po płd. stronę grani Masherbrum-Chogolisa, i dalej po Bilafond La, oraz w 1912 na lodowcu Siachen po Indira Col.

### Niektóre artykuły
W „The Independent”, piśmie wydawanym w latach 1848–1928 w Nowym Yorku i wspierającym idee abolicjonizmu i praw wyborczych dla kobiet:
- First Ascents of the Hoh Lumba and the Sosbon Glaciers in the Northwest Himalayas. „Independent” 55 (31 grudnia 1903)
- „Recent First Ascents in the Himalaya.”. Independent 68 (2 czerwca 1910)
- „Exploring the Rose”. Independent 85 (10 stycznia 1916)
- „Four Miles High.”. Independent 86 (5 czerwca 1916)

W „The Geographical Journal”, kwartalniku londyńskiego Royal Geographical Society, w latach 1906, 1908, 1910, 1912, 1914.
W innych pismach w Stanach Zjednoczonych i Europie:
Bicycle Riding in Germany. „The Outing Magazine” / „Outing”, wydawany w Bostonie i początkowo, od 1882, poświęcony sportowi rowerowemu (listopadzie 1892)
„Appalachia”, wydawnictwo klubowe Appalachian Mountain Club w Bostonie, w 1904
„La Geographie”, wydawany pod tym tytułem do 1941 francuski dwutygodnik poświęcony geografii, w latach 1904 i 1907
- Miss Peck and Mrs. Workman. Scientific American 102 (12 lutego i 16 kwietnia 1910)
- Conquering the Great Rose. Harper 129 (czerwiec 1914)

Among the Great Himalayan Glaciers, „The National Geographic Magazine” (listopad 1920)

## Literatura dodatkowa
- Wolf Kielich, Małgorzata Diederen-Woźniak (tłum.): Podróżniczki w gorsecie i krynolinie przez dzikie ostępy. Warszawa: wab, 2004. ISBN 978-83-7747-901-8.
- Cathryn J. Prince: Queen of the Mountains. The trailblazing Life of Fanny Bullock Workman. Chicago: Chicago Review Press, 2019. ISBN 978-1-61373-955-6.